# Cimetière de Graceland
Pour les articles homonymes, voir Graceland (homonymie).
Le cimetière de Graceland (en anglais : Graceland Cemetery) est un grand cimetière paysager historique situé au 4001 North Clark Street à Uptown, un secteur de la ville de Chicago, dans l'État de l'Illinois, aux États-Unis. Le cimetière de Graceland est inscrit sur le Registre national des lieux historiques depuis le 18 janvier 2001.
Fondé en 1860, Graceland est avec le cimetière de Rosehill (1859) et le cimetière de Oak Woods (1853) l'un des plus anciens de la ville. Son entrée principale se trouve à l'intersection de Clark Street et d'Irving Park Road. Sur les 121 acres (49 ha) du cimetière se trouvent les sépultures de plusieurs personnalités politiques, architectes et entrepreneurs de Chicago. Juste au sud de Graceland, de l'autre côté d'Irving Park Road, se trouve le petit cimetière protestant allemand de Wunder (1859).
Le cimetière de Graceland comprend un lac naturel entouré d'allées sinueuses, et ses plantations pastorales l'ont conduit à devenir un arboretum certifié de plus de 2 000 arbres (il comprend de nombreuses espèces d'arbres ou d'essences ligneuses). La grande variété de monuments commémoratifs du cimetière comprend un certain nombre d'œuvres conçues par des architectes célèbres, dont beaucoup sont également enterrés dans le cimetière.

## Historique
En 1860, Thomas Barbour Bryan, un homme d'affaires influent de Chicago, finança la création du cimetière avec l'aide du paysagiste Swain Nelson qui prévoya un plan de 32 hectares. Bryan étant président de la société du cimetière, de nombreuses personnalités de Chicago ont rejoint le conseil d'administration, dont le premier maire de la ville, l'entrepreneur William Butler Ogden. Lors de sa fondation, le cimetière se trouvait sur le territoire du township de Lakeview (donc en dehors des limites de Chicago) jusqu'à l'annexion de ce dernier à la ville de Chicago en juin 1889. Le fils de Bryan, Daniel Page Bryan, fut la première personne à être enterrée dans le cimetière après avoir été exhumée du cimetière municipal de l'actuel Lincoln Park avec environ 2 000 autres personnes,.
Au XIXe siècle, un train à destination de la banlieue nord occupait le bord est du cimetière, là où passe aujourd'hui les lignes rouge et mauve du métro de Chicago. La ligne était autrefois utilisée pour transporter les familles aux funérailles. Des rames étaient spécialement réservées pour les visiteurs du cimetière. Il y avait donc une entrée par le mur est, qui a été fermée depuis. Après le Grand incendie de Chicago en 1871, Lincoln Park, qui avait été le cimetière de la ville, a été déconsacré et une partie des corps a été réinhumée au cimetière de Graceland.
En 1870, le paysagiste Horace Cleveland dessine des allées sinueuses, des perspectives ouvertes, un petit lac et divers aménagements pour créer un environnement semblable à un parc. En 1878, Bryan engage son neveu Bryan Lathrop en tant que président. En 1879, le cimetière fait l'acquisition de 14 ha supplémentaires et Ossian Cole Simonds est engagé comme architecte paysagiste pour aménager l'extension. Lathrop et Simonds voulaient incorporer des décors naturalistes inspirés du style Prairie (Prairie School), à l'instar des paysages de plaines dégagées de la région du Midwest.
Lathrop était ouvert aux nouvelles idées et offrait des possibilités d'expérimentation, ce qui a conduit Simonds à utiliser des plantes indigènes, notamment le chêne, le frêne, l'hamamélis et le cornouiller à fleurs, à une époque où beaucoup considéraient les plantes indigènes comme envahissantes. L'association du cimetière de Graceland (Graceland Cemetery Association) désigna une section du terrain comme étant dépourvue de monuments et institua un processus d'examen dirigé par Simonds pour les monuments et les concessions familiales. Simonds devint ensuite le surintendant de Graceland jusqu'en 1897, et continua à travailler comme consultant jusqu'à sa mort en 1931.

## Description

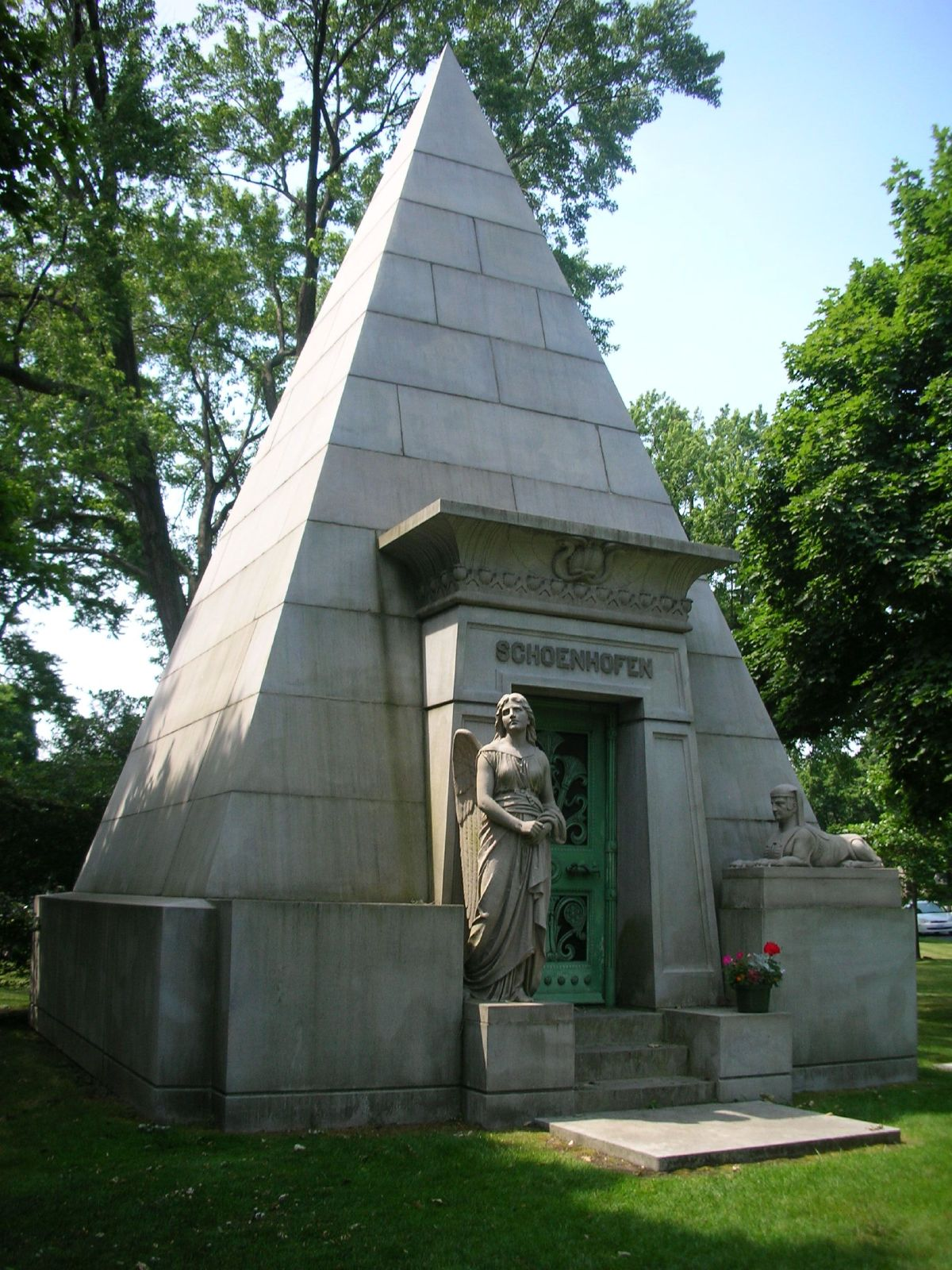
Le mausolée de Peter Schoenhofen, inspiré de l'éclectisme égyptien, par l'architecte Richard E. Schmidt.

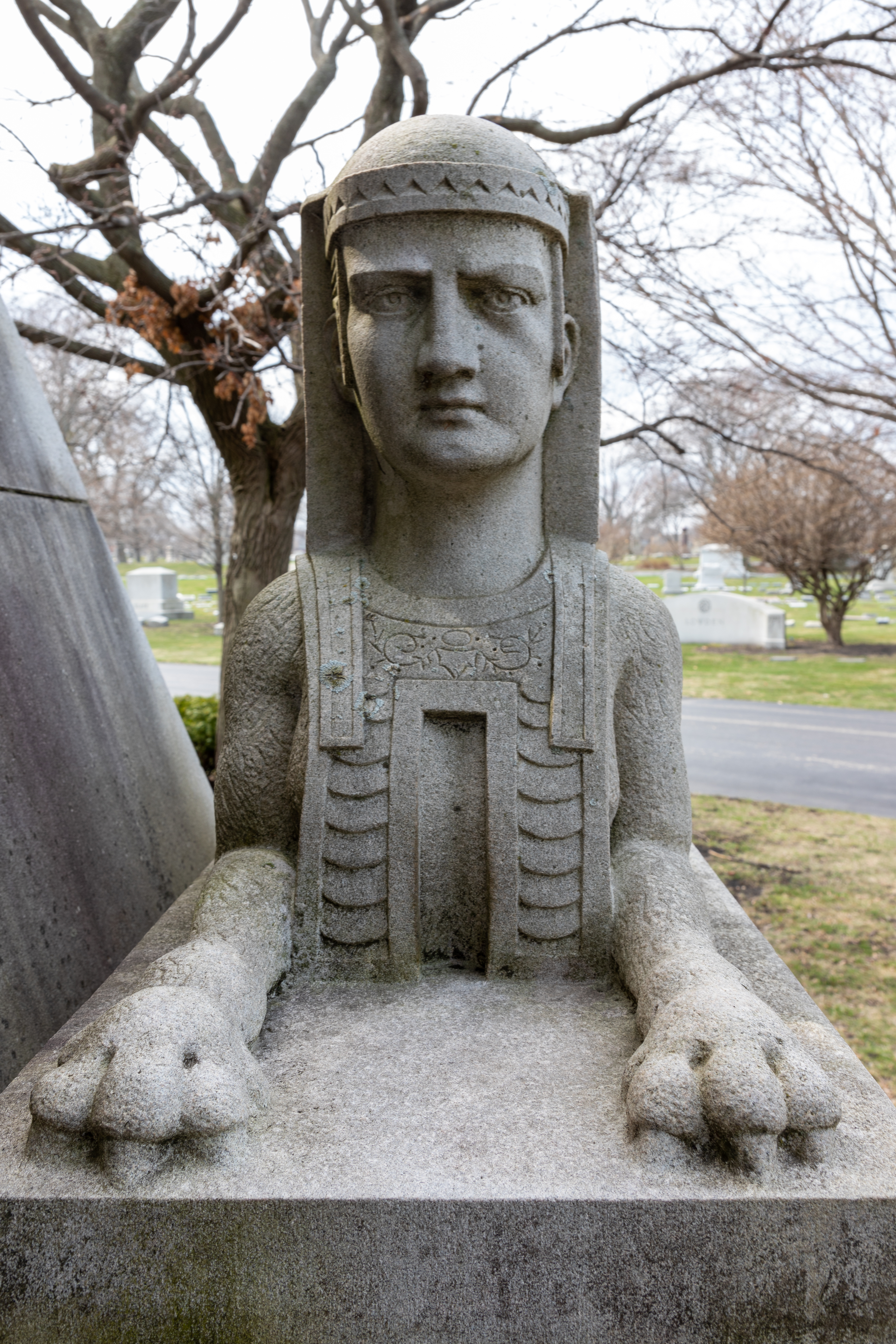
Le sphinx semble veiller sur l'entrée du mausolée.

Le cimetière de Graceland est un bel exemple de cimetière paysager, c'est-à-dire un style de cimetière caractérisé par des espaces naturels aménagés. Le concept de cimetière paysager (ou cimetière-jardin) est apparu au début du XIXe siècle en réponse à la surpopulation et au manque de verdure des cimetières existants en Europe. Les cimetières paysagers ont souvent en commun d'avoir des allées enherbées et arborées et non quadrillées, et d'être composé de mares, de fontaines, de monticules, de plans d'eau, de monuments funéraires colossaux (mausolée) et d'obélisques, ce qui est le cas de Graceland. Les murs en briques rouges du cimetière sont surmontés d'une clôture en fer forgé ornée de pointes de lance.
Le cimetière est situé dans le secteur d'Uptown (dont il constitue sa partie sud-ouest), dans le North Side de la ville de Chicago. Il s'étend sur une surface de 49 ha, délimité par Clark Street à l'ouest, Montrose Avenue au nord, West Buena Avenue à l'est et Irving Park Road au sud. Beaucoup de sépultures présentent un intérêt architectural, dont la Carrie Eliza Getty Tomb (en) (classée Chicago Landmark) ou le mausolée de Martin Ryerson père et fils.
Les bords de l'île funéraire de Burnham Island (conçue par l'architecte et paysagiste Daniel Burnham) étaient autrefois constitués de pierres tombales brisées et de margelles transportées depuis l'ancien cimetière de Lincoln Park (qui a depuis été réaménagé en parc municipal et en espaces de loisirs). Un seul mausolée subsiste, la Couch Tomb, contenant les restes d'Ira Couch. La Couch Tomb est probablement la plus ancienne structure encore existante dans la ville, toutes les autres ayant été détruites par le Grand incendie de Chicago en 1871.
De nombreuses sépultures du cimetière présentent un grand intérêt architectural, historique ou artistique, notamment la tombe Getty (en forme longue Carrie Eliza Getty Tomb), le mausolée de Martin Ryerson (tous deux conçus par l'architecte Louis Sullivan, qui est lui-même enterré dans le cimetière), le mausolée pyramidal de Peter Schoenhofen avec son sphinx (inspiré de l'éclectisme égyptien et œuvre de l'architecte Richard E. Schmidt) ou encore le mausolée de Bertha Matilde Honoré et Potter Palmer (inspiré de l'architecture de la Grèce antique avec ses grandes colonnes ioniques) pour ne citer qu'eux. L'industriel et homme d'affaires George Pullman a été enterré de nuit, dans un cercueil recouvert de plomb, à l'intérieur d'un caveau en acier et en béton renforcé, afin d'éviter que son corps ne soit exhumé et profané par des militants syndicaux (en effet, en 1894, environ 3 000 employés de la Pullman Company entamèrent une grève sauvage en réaction à des baisses de salaire ; le mouvement devint en quelques jours un conflit social d'ampleur national).

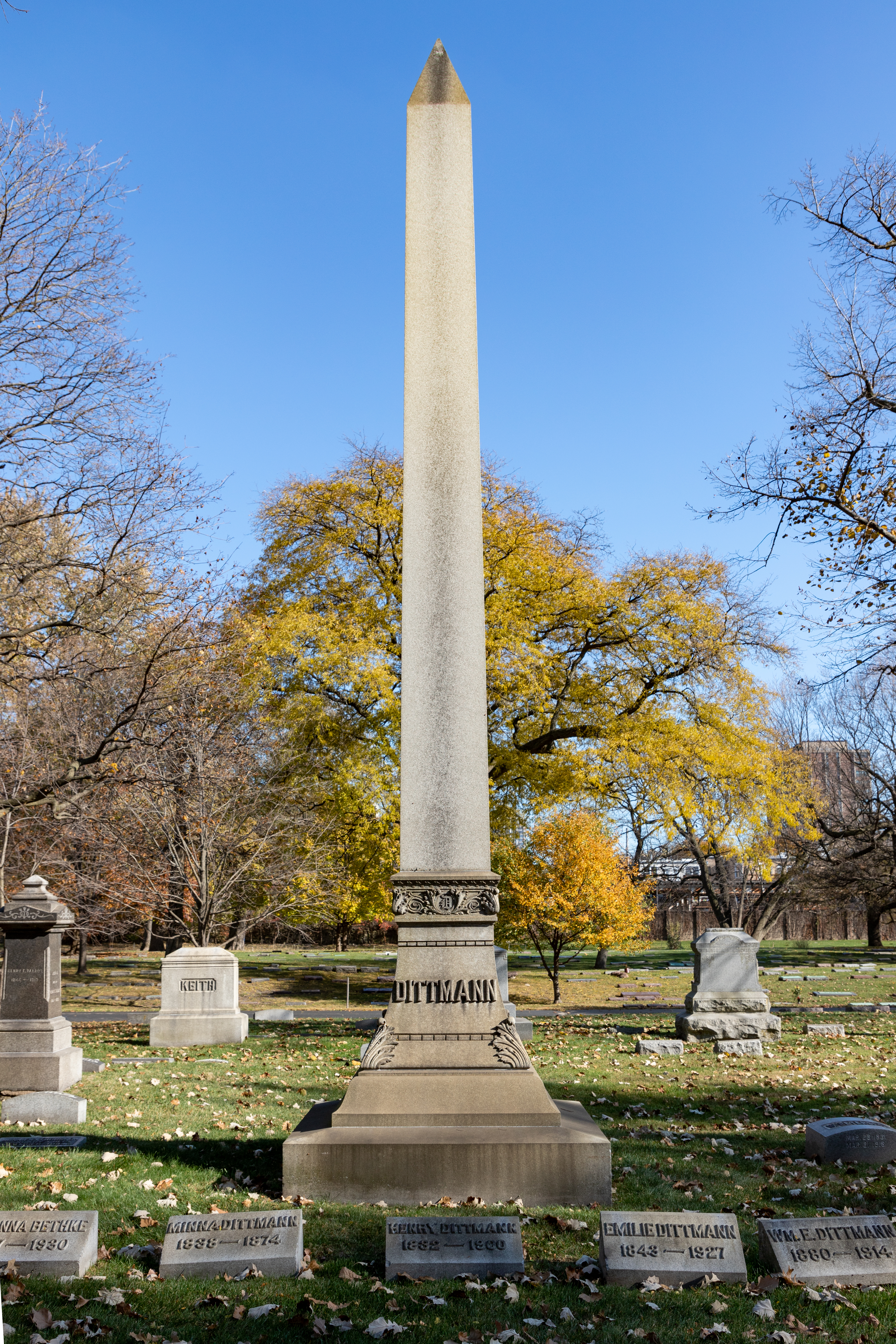
L'obélisque du Dittman Memorial.

William Hulbert, le premier président de la Ligue nationale, a un monument en forme de balle de baseball sur lequel figurent les noms des premières villes de la Ligue nationale.
Outre ses nombreuses sépultures célèbres, le cimetière se distingue par deux statues : The Eternal Silence (le « silence éternel »), construite en 1909 pour la concession de la famille Graves, et The Crusader (« le croisé »), un chevalier médiéval trônant depuis 1931 sur la sépulture de Victor Lawson (éditeur du Chicago Daily News) pour symboliser sa force de caractère. Elles ont toutes deux été conçues par Lorado Taft, célèbre sculpteur de Chicago responsable notamment du monument d'Heald Square (Heald Square Monument) en 1936. 
Le cimetière est également le site où reposent 31 victimes de l'incendie du Théâtre Iroquois qui a fait plus de 600 morts le 30 décembre 1903 à Chicago. Il s'agit de l'incendie de théâtre et de l'incendie d'un seul bâtiment le plus meurtrier de l'histoire des États-Unis.
Aujourd'hui, le cimetière de Graceland est géré et appartient aux administrateurs du Graceland Cemetery Improvement Fund, un organisme à but non lucratif. Les donations permettent d'entretenir les arbres, les plantes, les espaces de verdure, les monuments et les sépultures qui s'y trouvent.
Le cimetière est ouvert au public. Ses mausolées, ses sculptures, son histoire et ses espaces verts sont tous des éléments qui attirent les visiteurs à Graceland. Si les architectes et les urbanistes (tels que Louis Sullivan, William Le Baron Jenney, John Wellborn Root, Ludwig Mies van der Rohe…), en passant par les hommes politiques influents (Francis Cornwall Sherman, John Peter Altgeld, Carter Harrison, Sr., Joseph Medill…) et les entrepreneurs (Marshall Field, Potter Palmer, Philip Danforth Armour, Martin Ryerson…), figurent parmi les personnalités  de Chicago les plus illustres du cimetière, Graceland renferme également des histoires fascinantes d'hommes et de femmes privés et publics, de grands noms du baseball et de la boxe, de commerçants et d'inventeurs (George Pullman, Cyrus McCormick…), ainsi que d'autres personnes notables.
Graceland est l'un des trois grands cimetières de la ville de Chicago du milieu du XIXe siècle, les deux autres étant le cimetière de Rosehill (secteur de Lincoln Square) et le cimetière de Oak Woods (secteur de Greater Grand Crossing). Le cimetière de Graceland possède une grande richesse patrimoniale et paysagère avec un nombre important de tombes de personnages célèbres ayant vécu à Chicago. À l'instar de Rosehill, le cimetière de Graceland est inscrit sur le Registre national des lieux historiques (National Register of Historic Places ; NRHP) par le National Park Service depuis le 18 janvier 2001. Il bénéficie à ce titre d'une protection patrimoniale au niveau fédéral.

## Personnalités inhumées

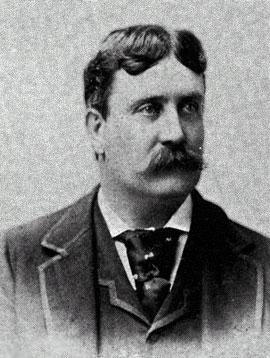
Daniel Burnham

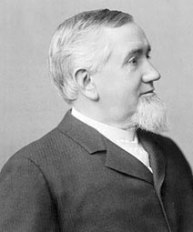
George Pullman

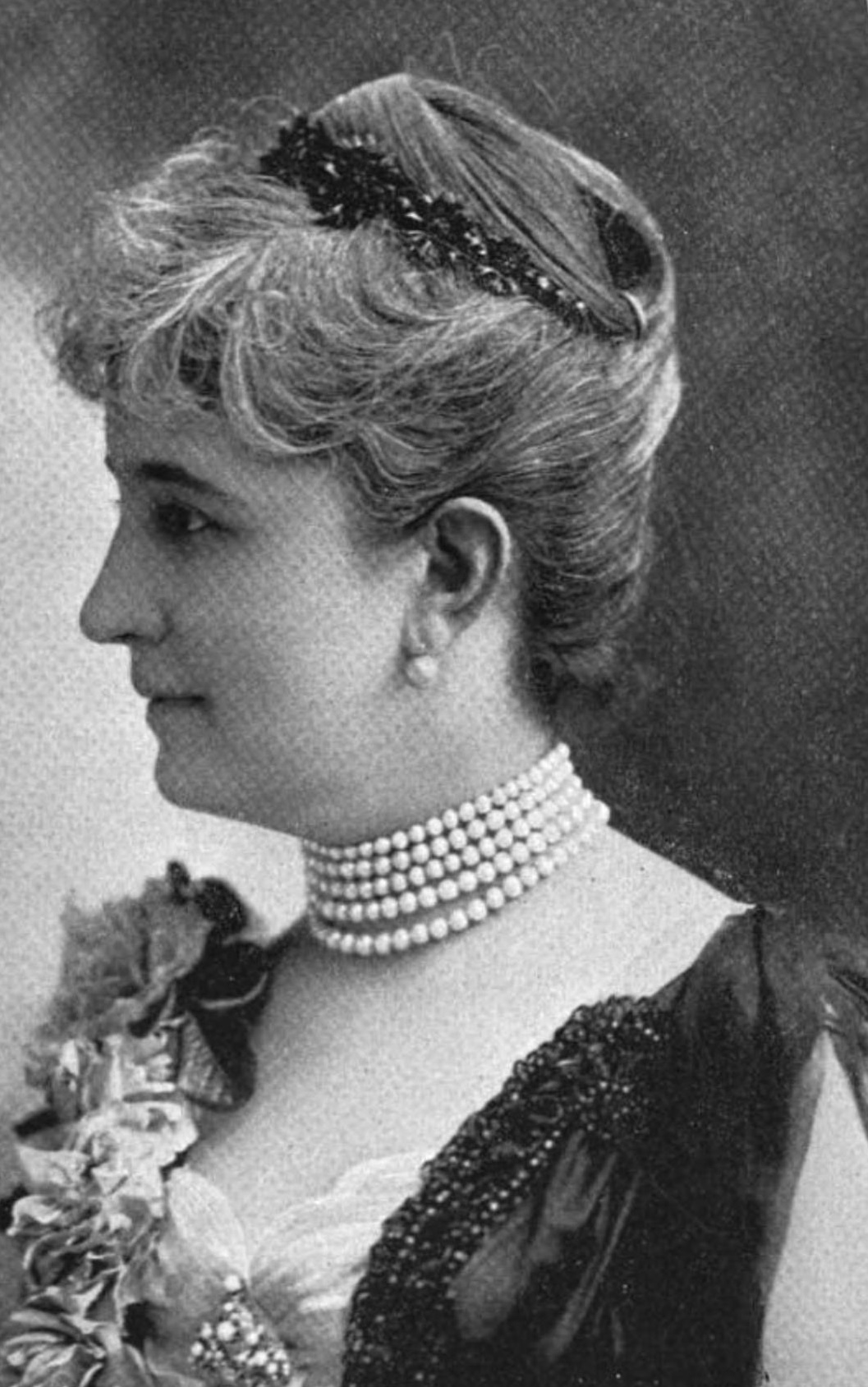
Bertha Palmer

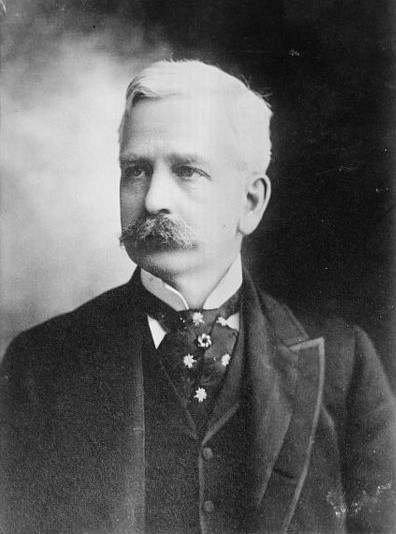
Marshall Field

Ci-dessous se dresse une liste non-exhaustive de personnalités célèbres inhumées à Graceland.
- David Adler (1882-1949), architecte[17] ;
- John Peter Altgeld (1847-1902), gouverneur de l'Illinois[18] ;
- Philip Danforth Armour (1832-1901), entrepreneur à l'origine des Union Stock Yards ;
- Ernie Banks (1931-2015), joueur des Cubs de Chicago[19] ;
- Granville Bates (1882-1940), acteur[20] ;
- Richard Wayne Peck (1934-2018), auteur ;
- Martin Ryerson (1856-1932), juriste, entrepreneur et philanthrope ;
- Orsemus Morrison (1807-1864), premier surintendant du Chicago Police Department ;
- Cissy Patterson (1881-1948), journaliste et rédactrice en chef ;
- John Putnam Chapin (1810-1864), maire de Chicago ;
- Roger Ebert (1942-2013), journaliste, critique de cinéma et animateur de télévision ;
- Marion Mahony Griffin (1871-1961), architecte ;
- Allan Pinkerton (1819-1884), fondateur du Pinkerton National Detective Agency ;
- William Wallace Kimball (1828-1904), homme d'affaires ;
- Mary Hastings Bradley (1882-1976), écrivaine[21] ;
- Daniel Burnham (1846-1912), architecte, urbaniste, paysagiste et initiateur du Plan Burnham ;
- Richard Teller Crane, Jr. (1873-1931), homme d'affaires ;
- Kate Warne (1833-1868), première femme détective ;
- Benjamin Wright Raymond (1801-1883), maire de Chicago ;
- Lorenz Brentano (1813-1891), avocat, journaliste, diplomate et homme politique[22] ;
- Bruce Graham (1925-2010), architecte de la Willis Tower ;
- Fred A. Busse (1866-1914), maire de Chicago ;
- Marshall Field (1834-1906), entrepreneur et philanthrope ;
- Edwin Hartley Pratt (1849-1930), pionnier de la médecine homéopathique au XIXe siècle ;
- Francis Cornwall Sherman (1805-1870), maire de Chicago ;
- George Pullman (1831-1897), entrepreneur et inventeur des wagons-lits ;
- Julia Holmes Smith (1839-1930), médecin, éditrice et suffragette ;
- Carter Harrison, Sr. (1825-1893), maire de Chicago[23] ;
- Henry Boardman Conover (1892-1950), militaire et ornithologue ;
- Cornelius Krieghoff (1815-1872), peintre canadien populaire du XIXe siècle ;
- Katharine McCormick (1875-1967), biologiste, suffragette et philanthrope ;
- Carter Harrison, Jr. (1860-1953), maire de Chicago[24] ;
- William Holabird (1854-1923), architecte[25] ;
- Ruth Page (1899-1991), danseuse et chorégraphe ;
- Charles H. Wacker (1856-1929), entrepreneur et philanthrope ;
- William Le Baron Jenney (1832-1907), architecte du Home Insurance Building, premier gratte-ciel au monde[26] ;
- Thomas Dyer (1805-1862), maire de Chicago ;
- Robert Henry Lawrence (1935-1967), premier astronaute d'origine afro-américaine ;
- Bob Fitzsimmons (1863-1917), boxeur professionnel ;
- Louis Sullivan (1856-1924), architecte considéré comme l'un des pères du modernisme ;
- Cyrus McCormick (1809-1884), entrepreneur et inventeur de la moissonneuse-batteuse ;
- John McGregor Adams (1834-1904), industriel ;
- John Wellborn Root (1850-1891), architecte[27] ;
- Joseph Medill (1823-1899), maire de Chicago, propriétaire et cofondateur de la Chicago Tribune[28] ;
- Ludwig Mies van der Rohe (1886-1969), architecte ;
- John Kinzie (1763-1828), premier colon européen permanent à Chicago ;
- Bertha Palmer (1849-1918), femme d'affaires, philanthrope et suffragette[29] ;
- Potter Palmer (1826-1902), homme d'affaires, philanthrope et propriétaire du Palmer House ;
- Hempstead Washburne (1851-1918), maire de Chicago[30];
- László Moholy-Nagy (1895-1946), artiste.

## Accessibilité
Le cimetière de Graceland est accessible par Clark Street à l'ouest, Irving Park Road au sud, et West Montrose Avenue au nord. Il est également desservi par le vaste réseau de transports en commun de la Chicago Transit Authority (CTA) qui possède de nombreuses lignes de bus et de métro. Avec les bus, le cimetière est accessible par la ligne CTA Route 9 (arrêt Irving Park & Clark au niveau de l'entrée principale au sud-ouest). Avec le métro de Chicago, il est accessible par les lignes rouge et mauve (station Sheridan █ █ au sud-est ; station Wilson █ █ au nord-est).

## Galerie d'images

### Cadres et paysages

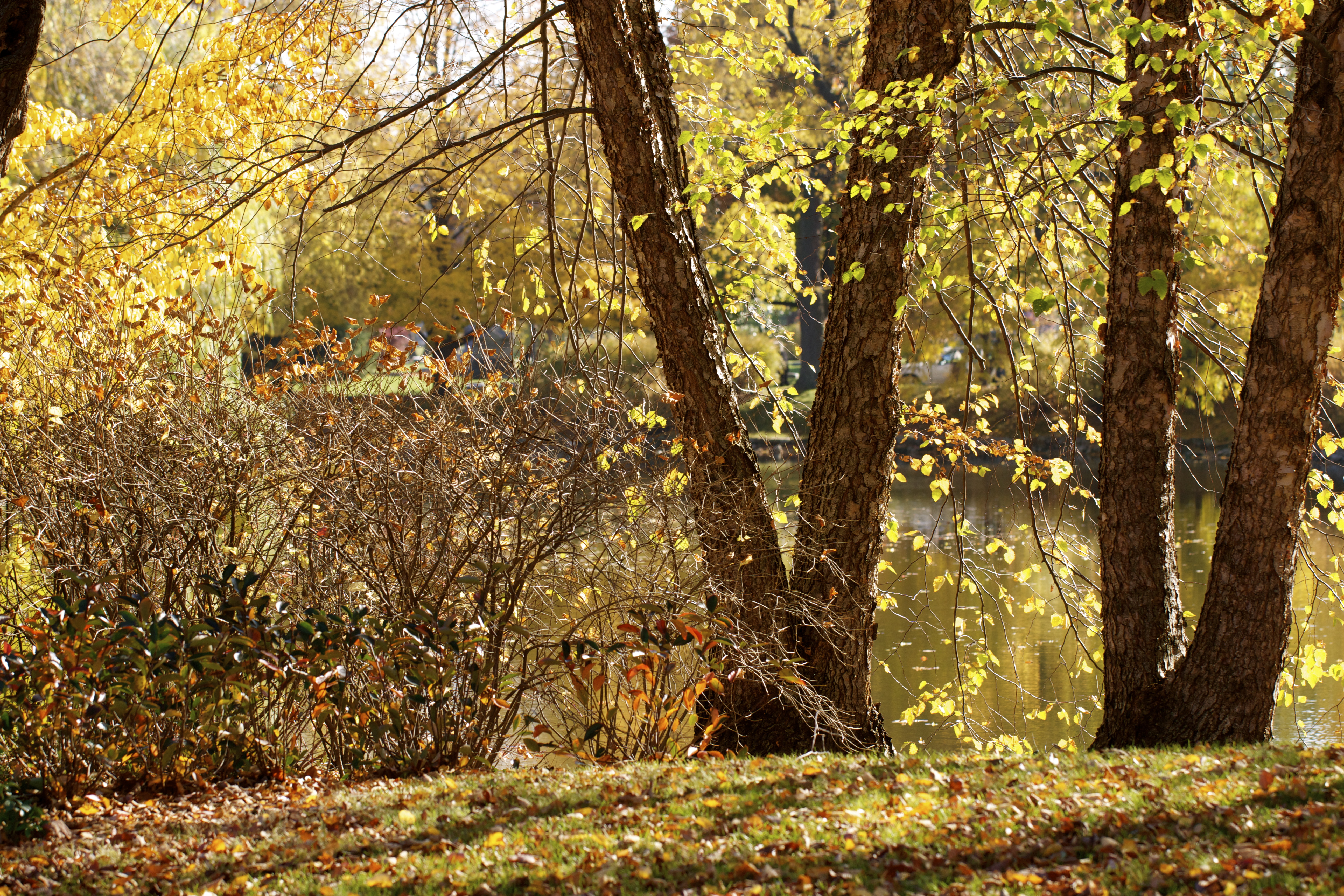
Le lac naturel de Graceland en automne.
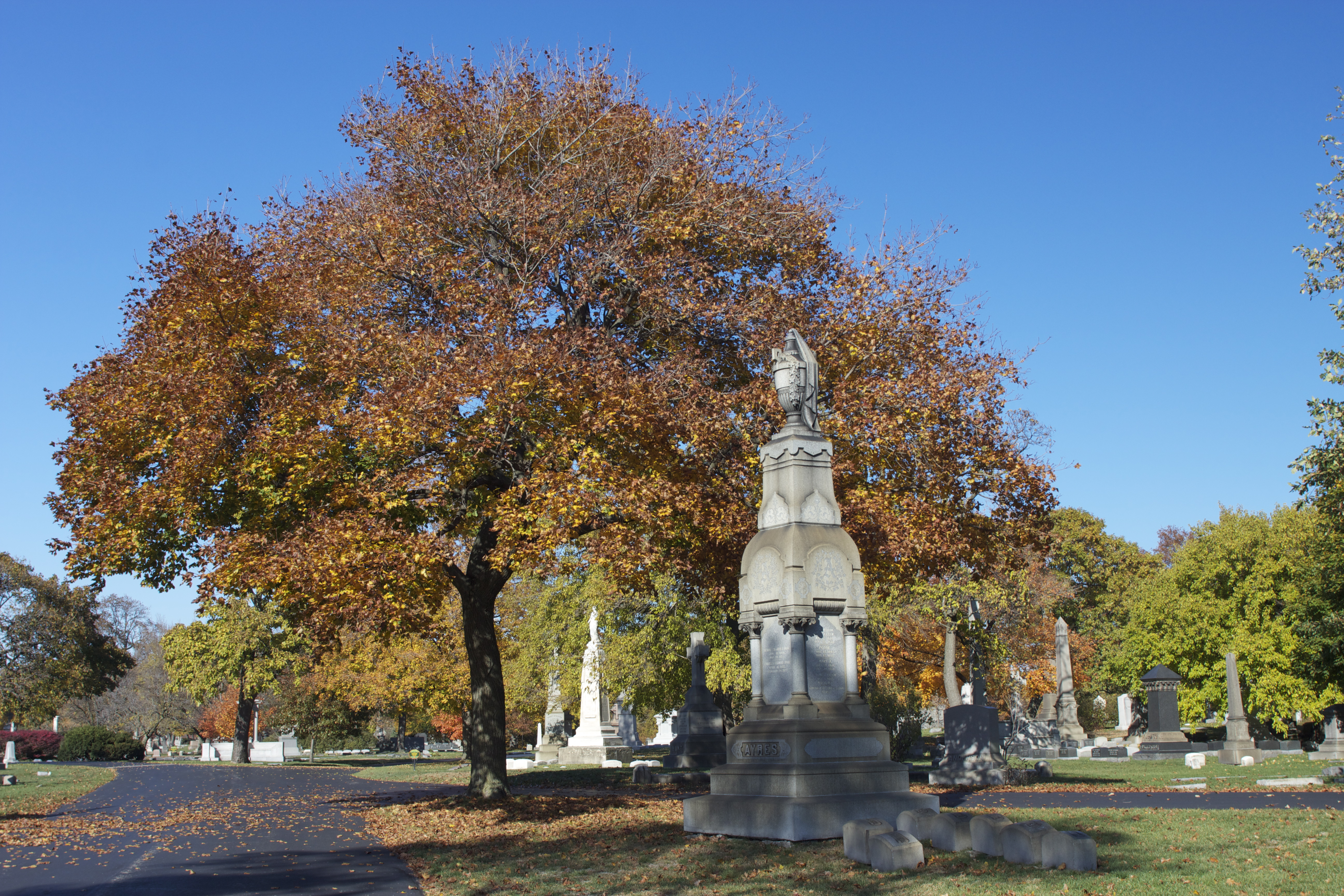
Vue depuis une allée du cimetière.
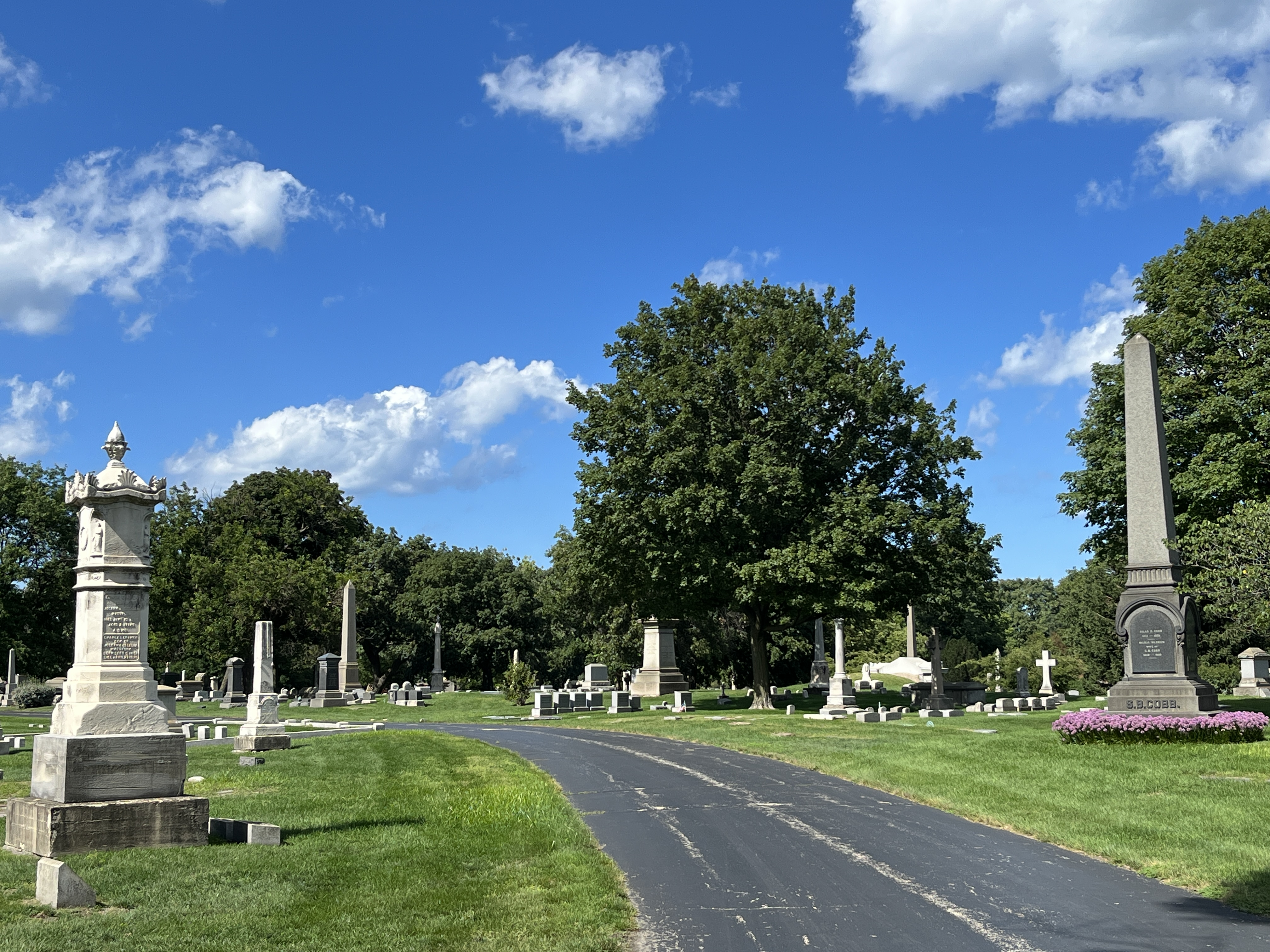
Autre allée du cimetière.
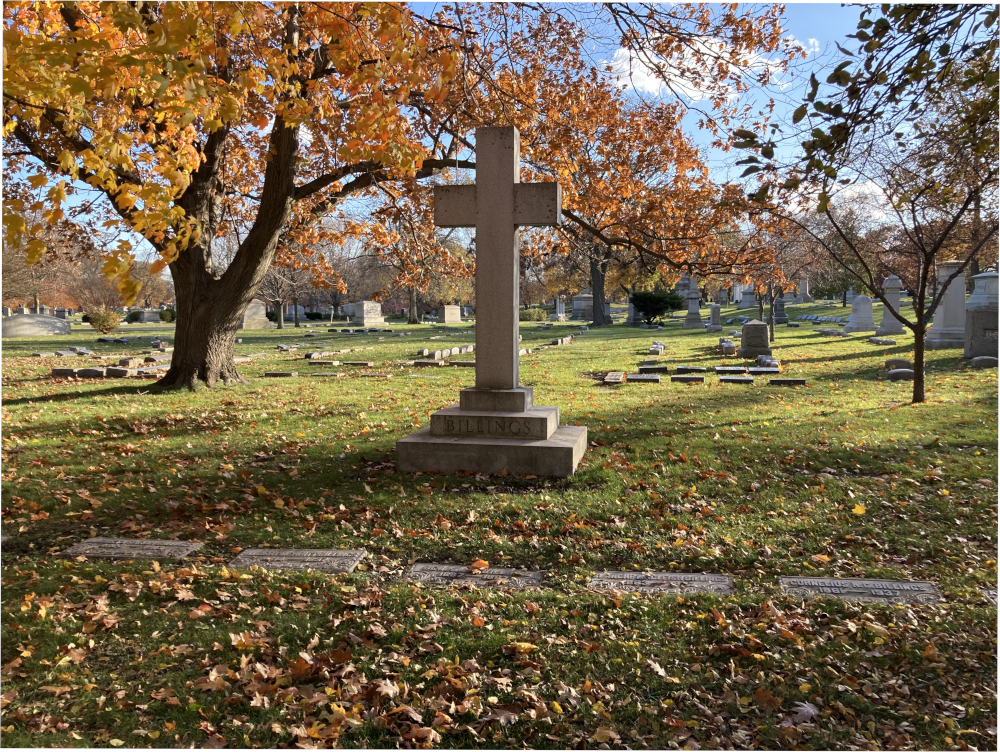
Sépulture de Cornelius Kingsley Billings.
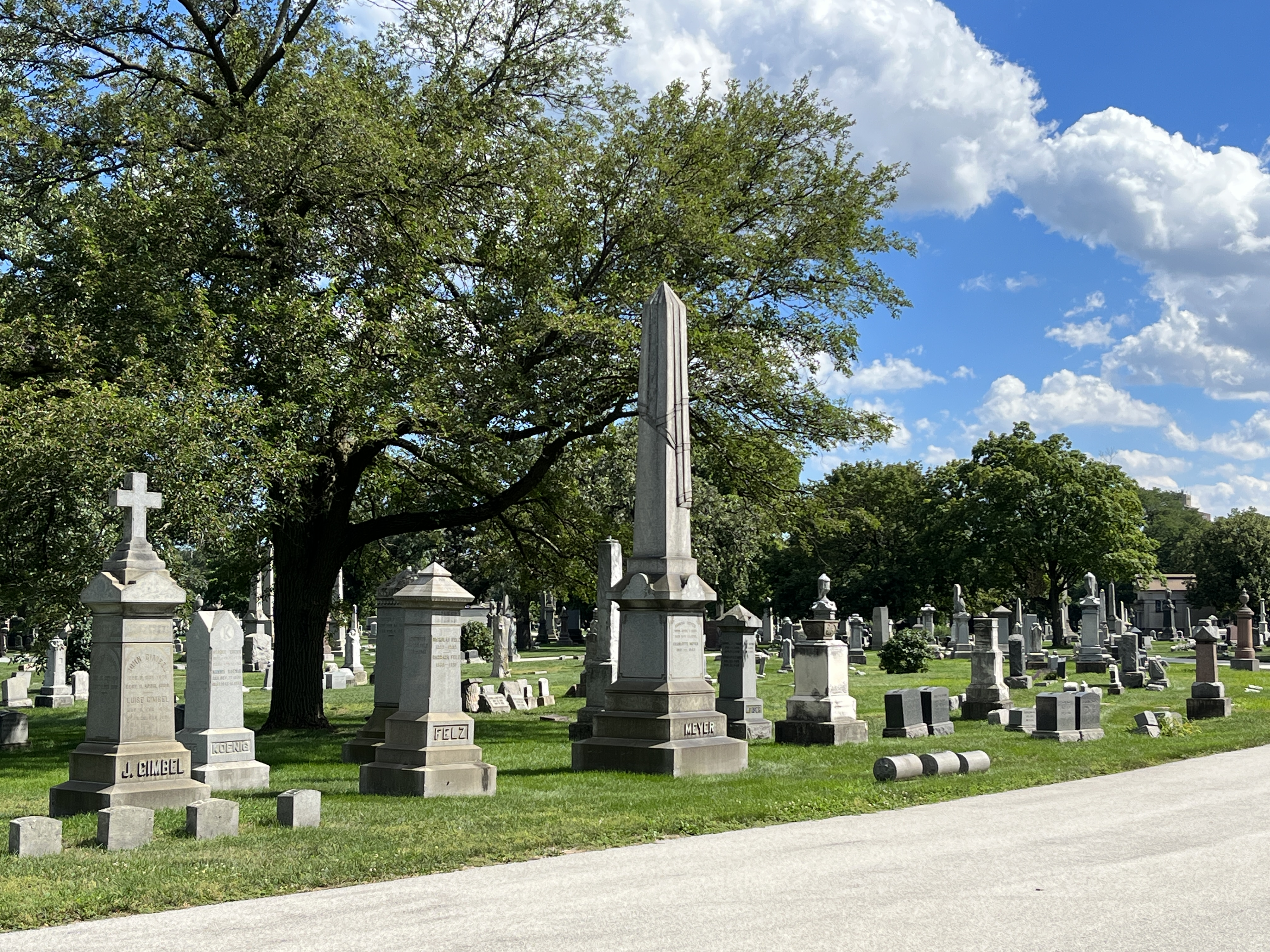
Sépultures et obélisques.
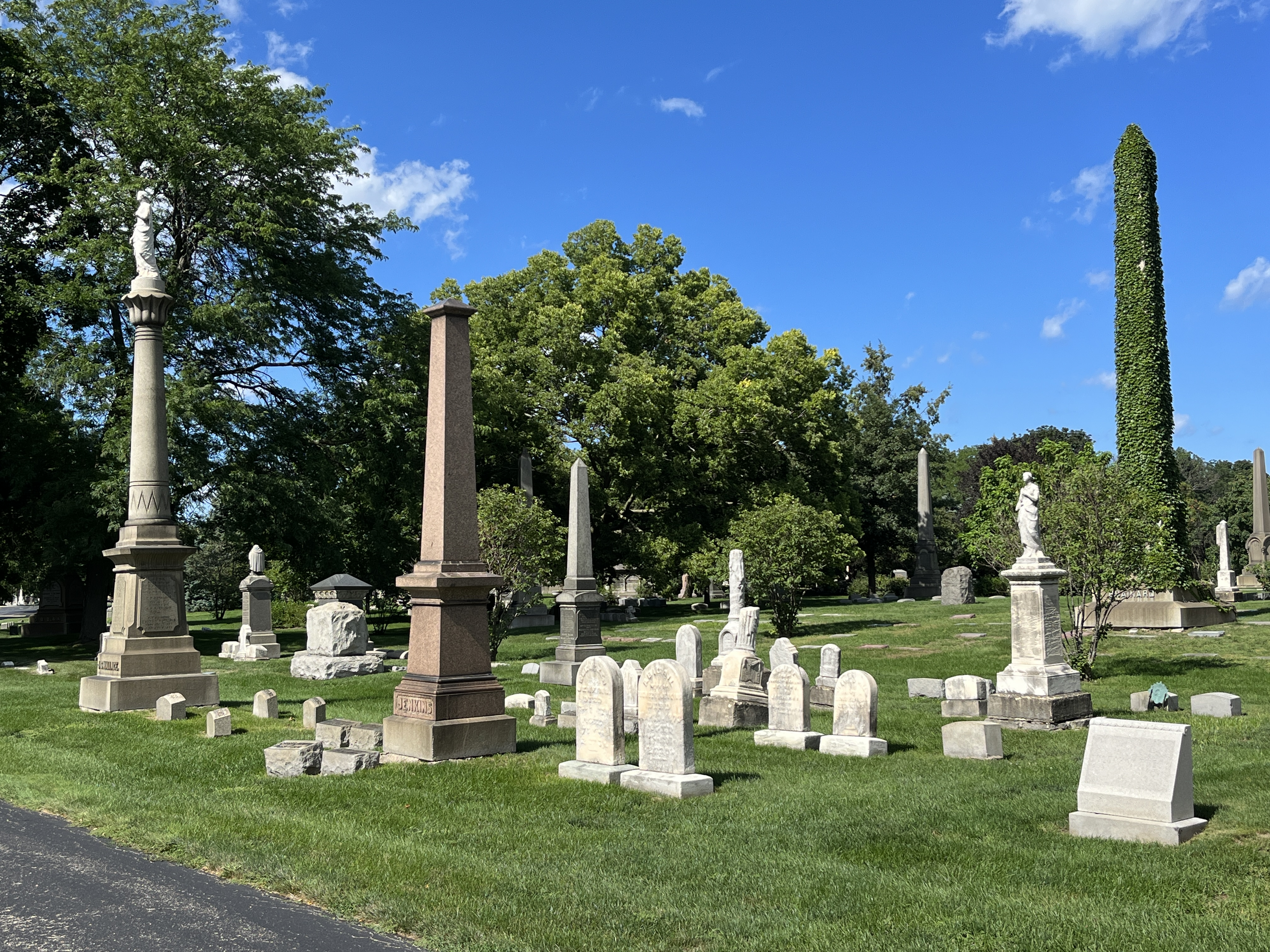
Autres sépultures vues depuis une allée.
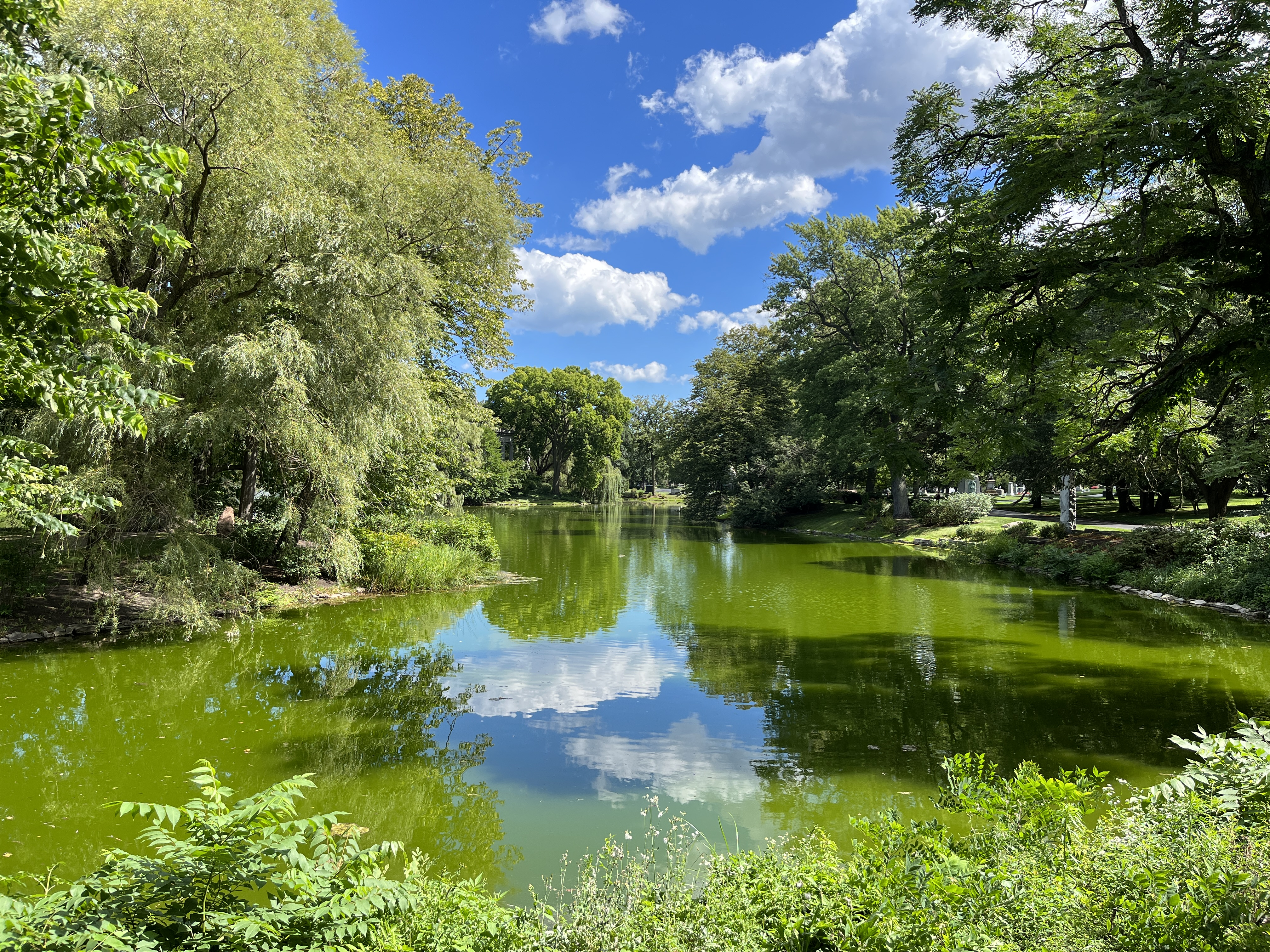
Le lac du cimetière.
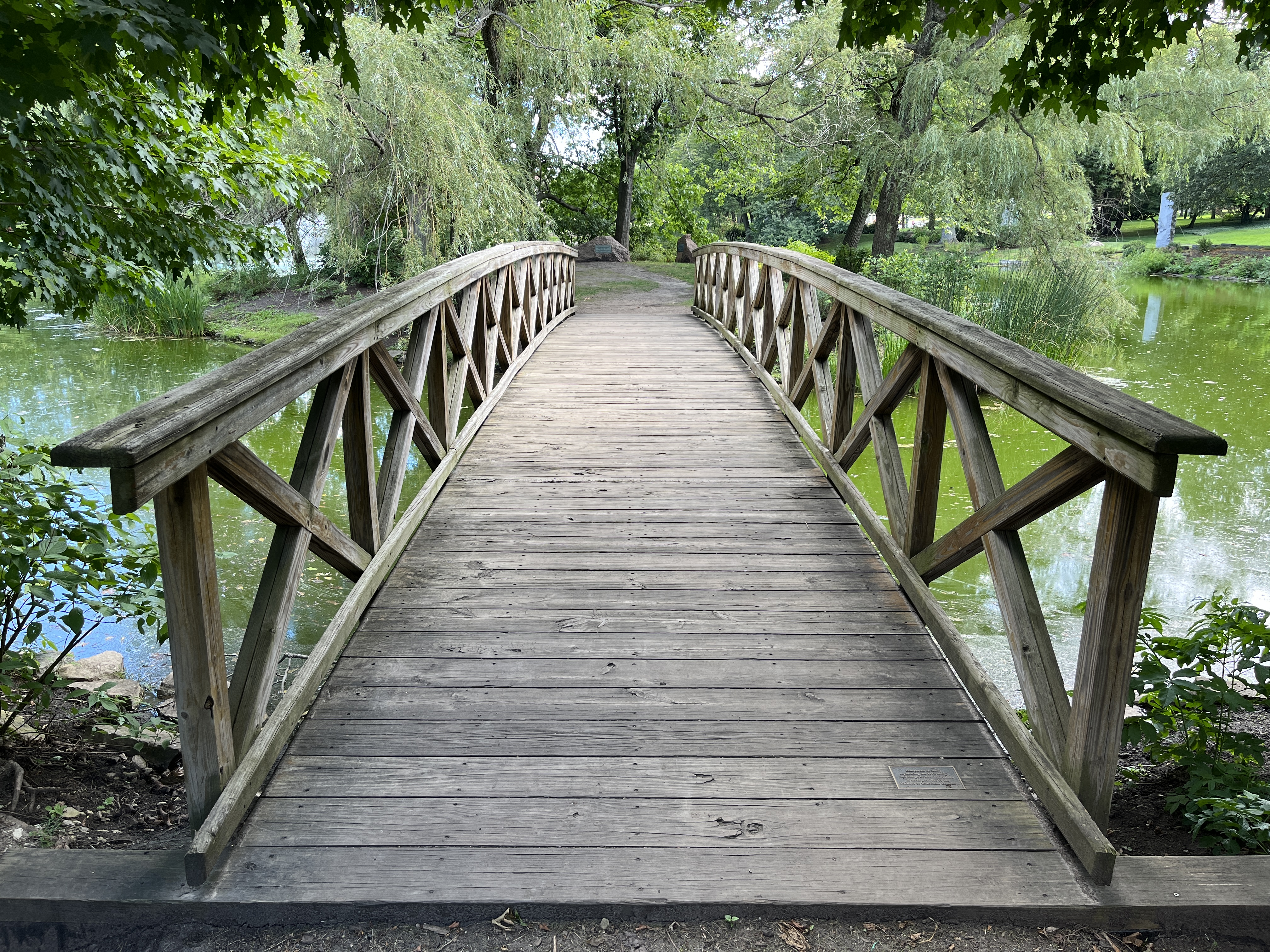
Pont en bois menant à Burnham Island.

### Sépultures, mausolées et sculptures notables

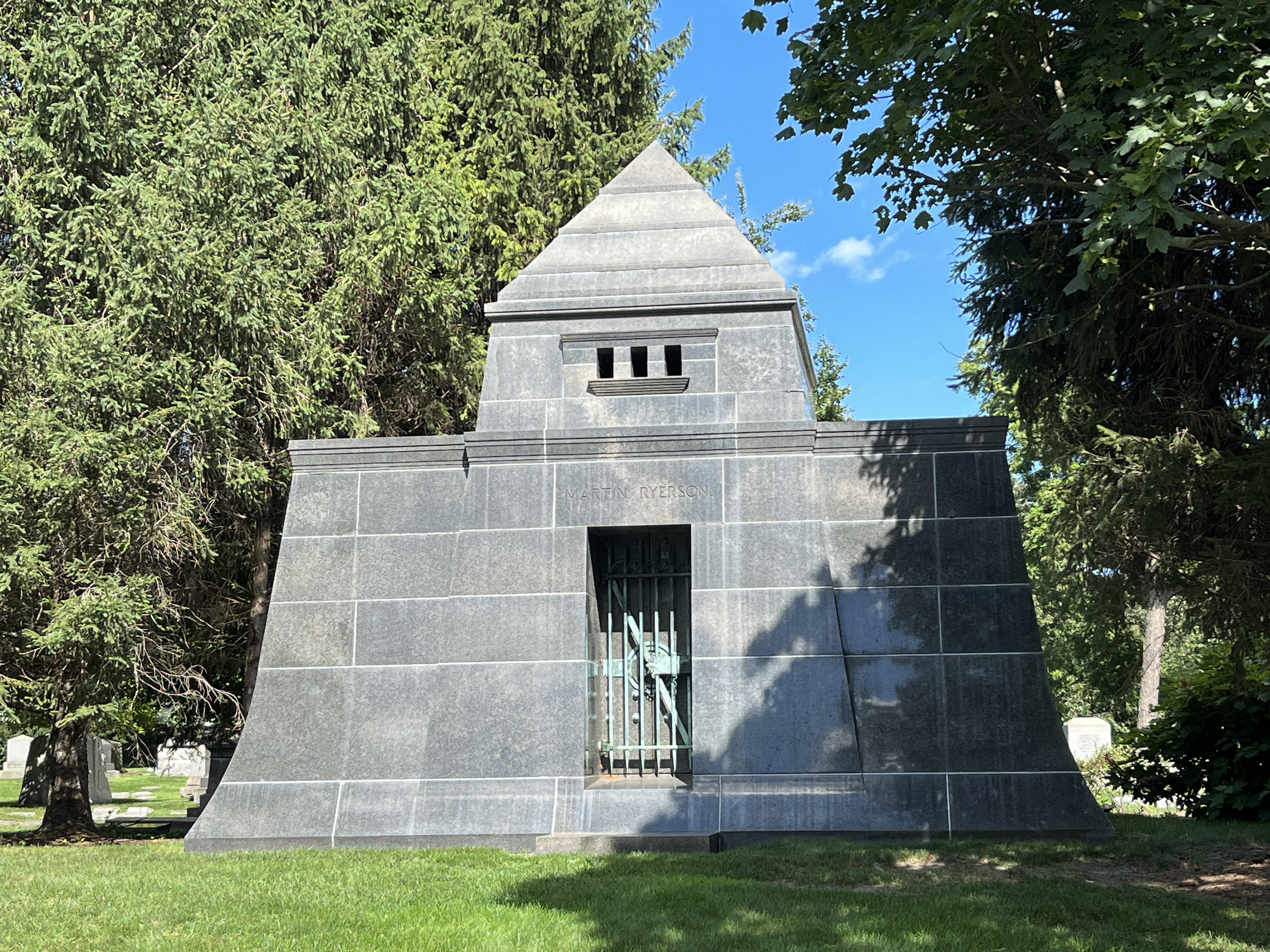
Mausolée de Martin Ryerson.
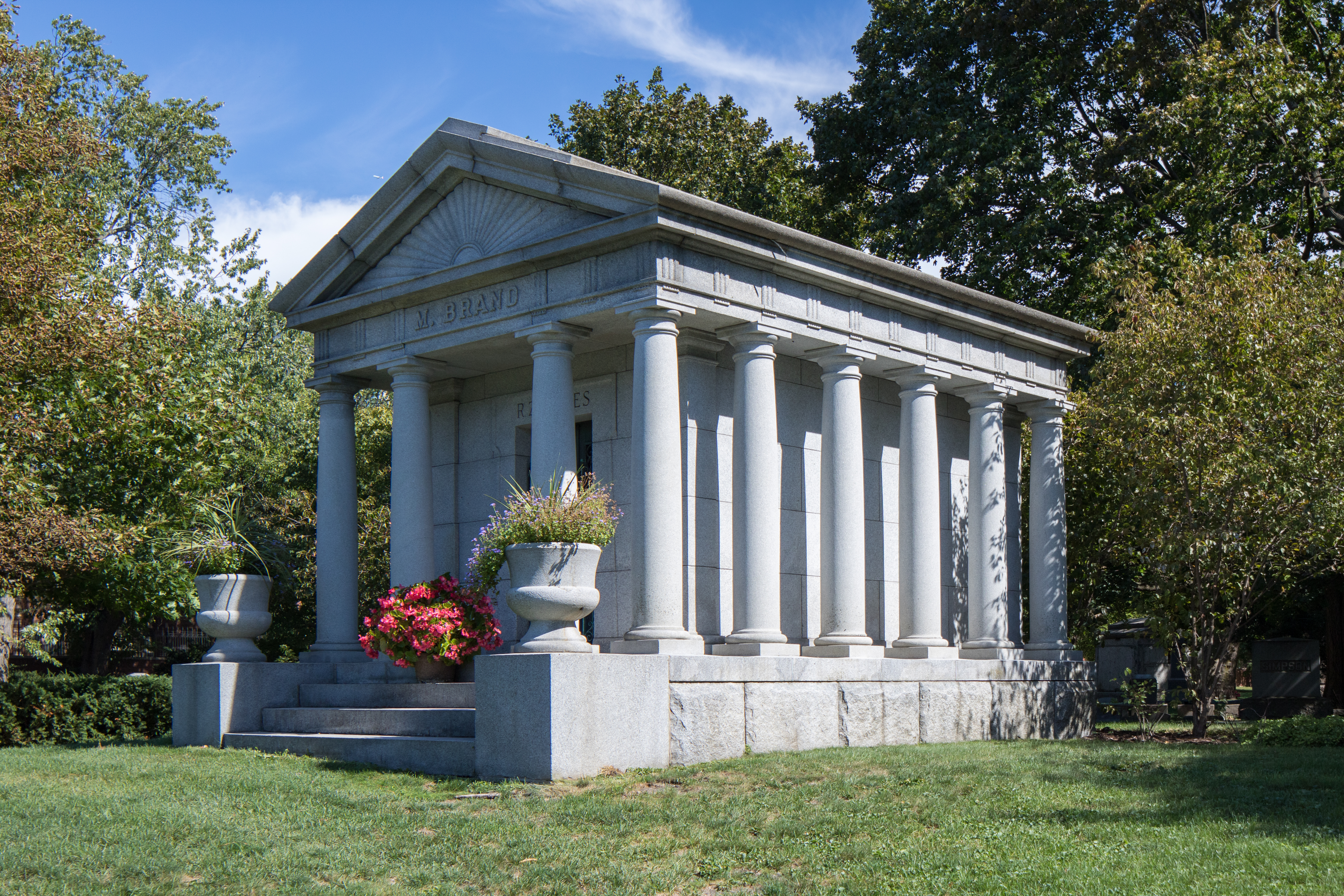
Mausolée de Richard Teller Crane.
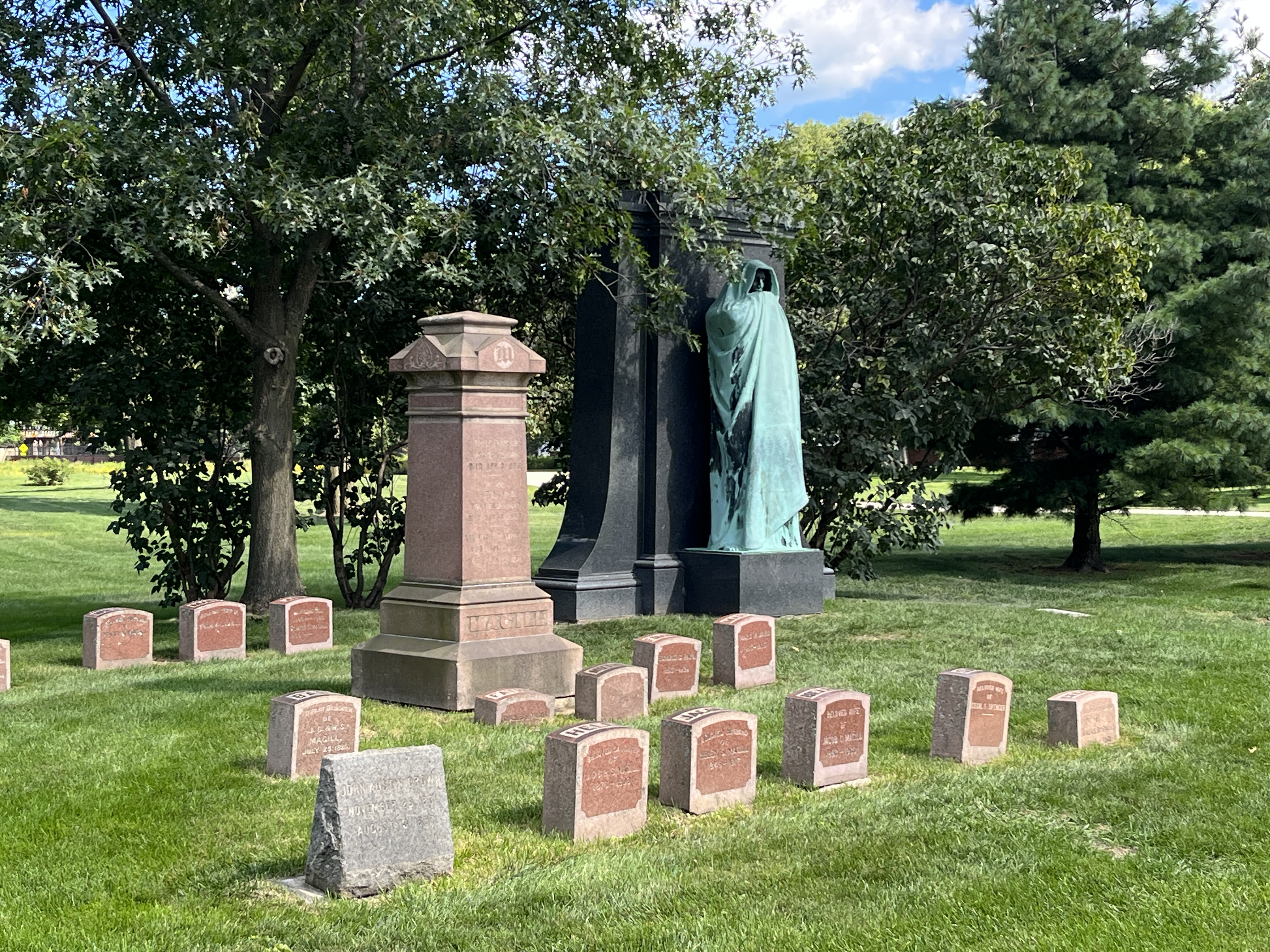
Section de l'Eternal Silence.
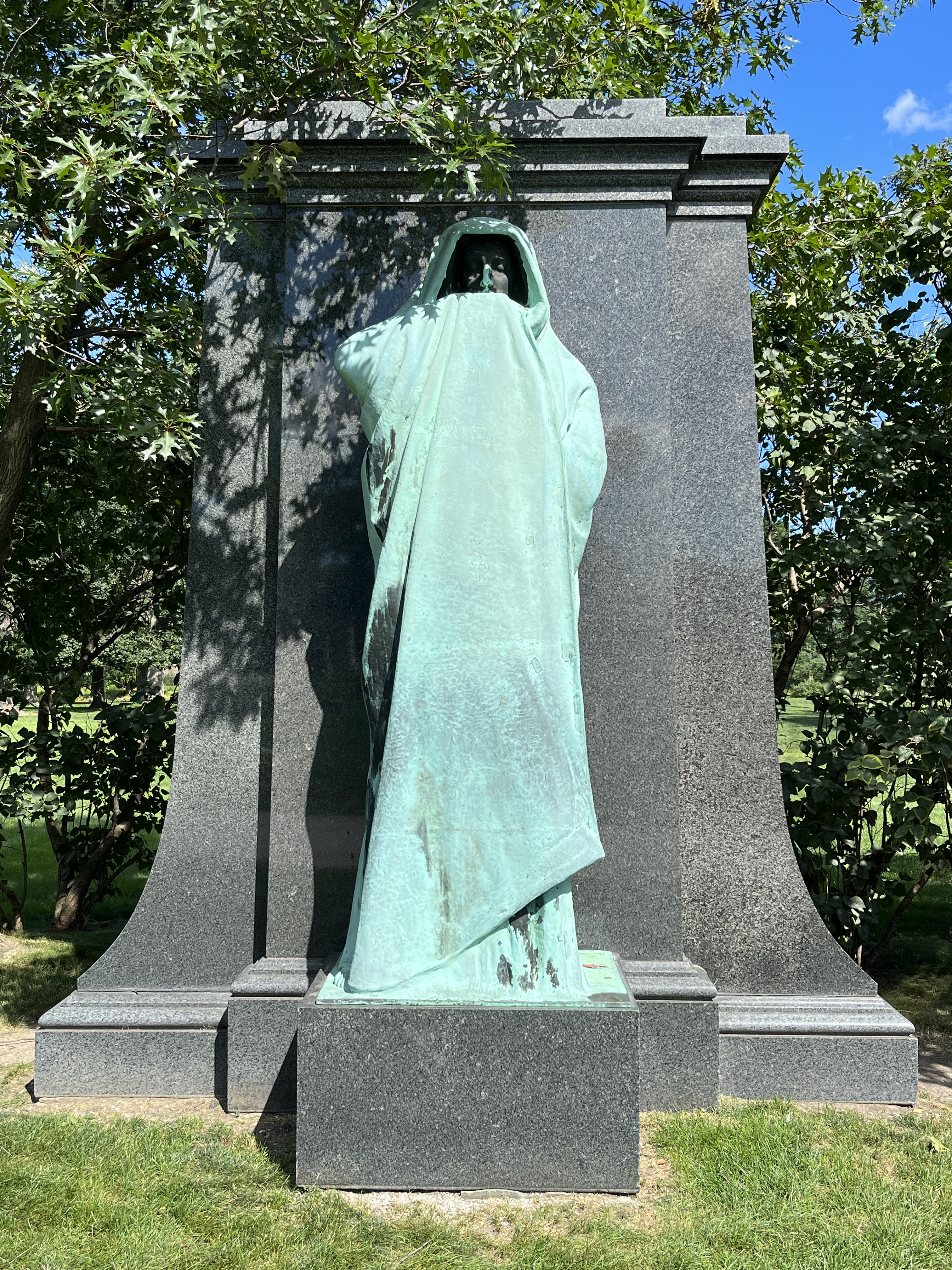
L'Eternal Silence.
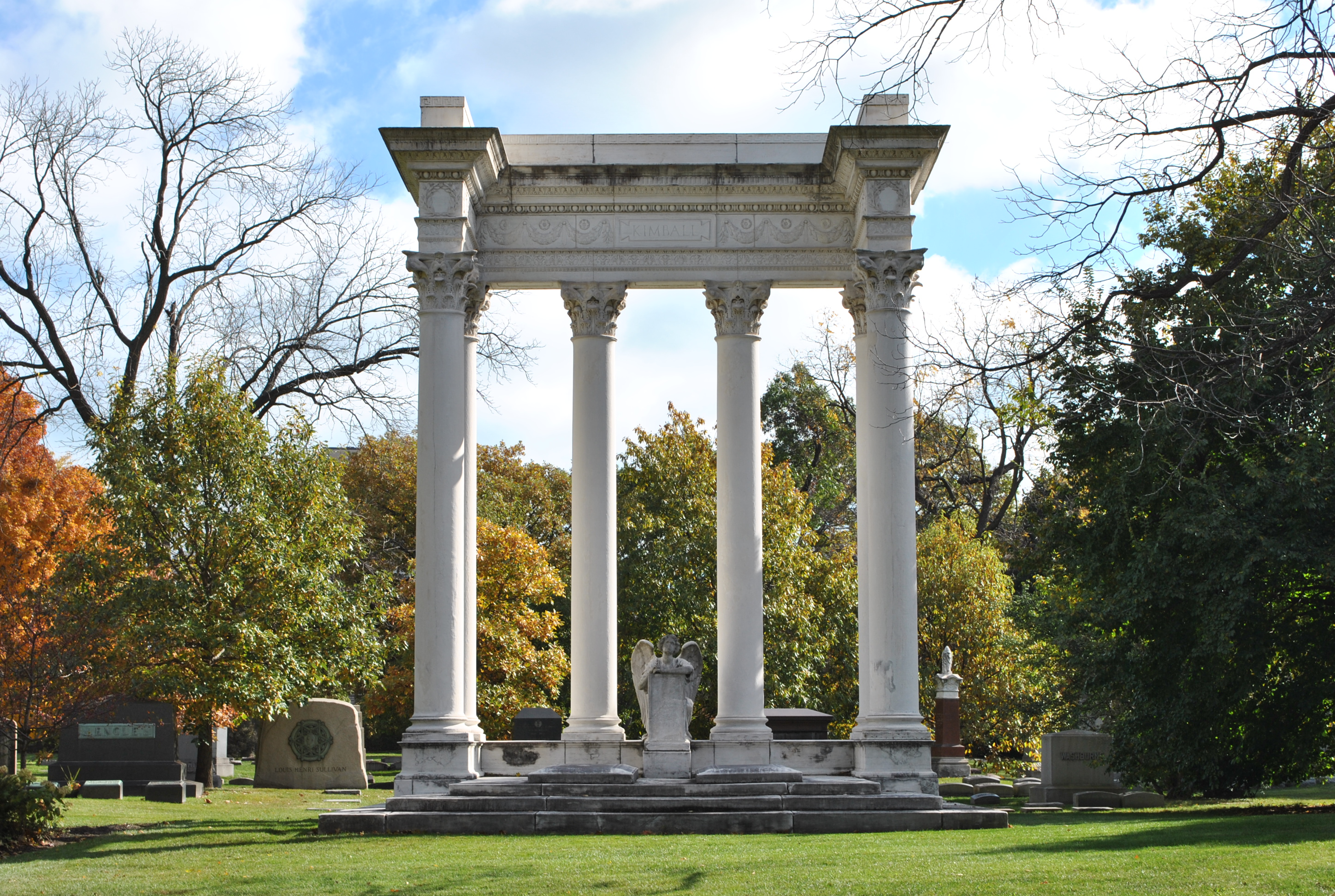
Sépulture de William Wallace Kimball.
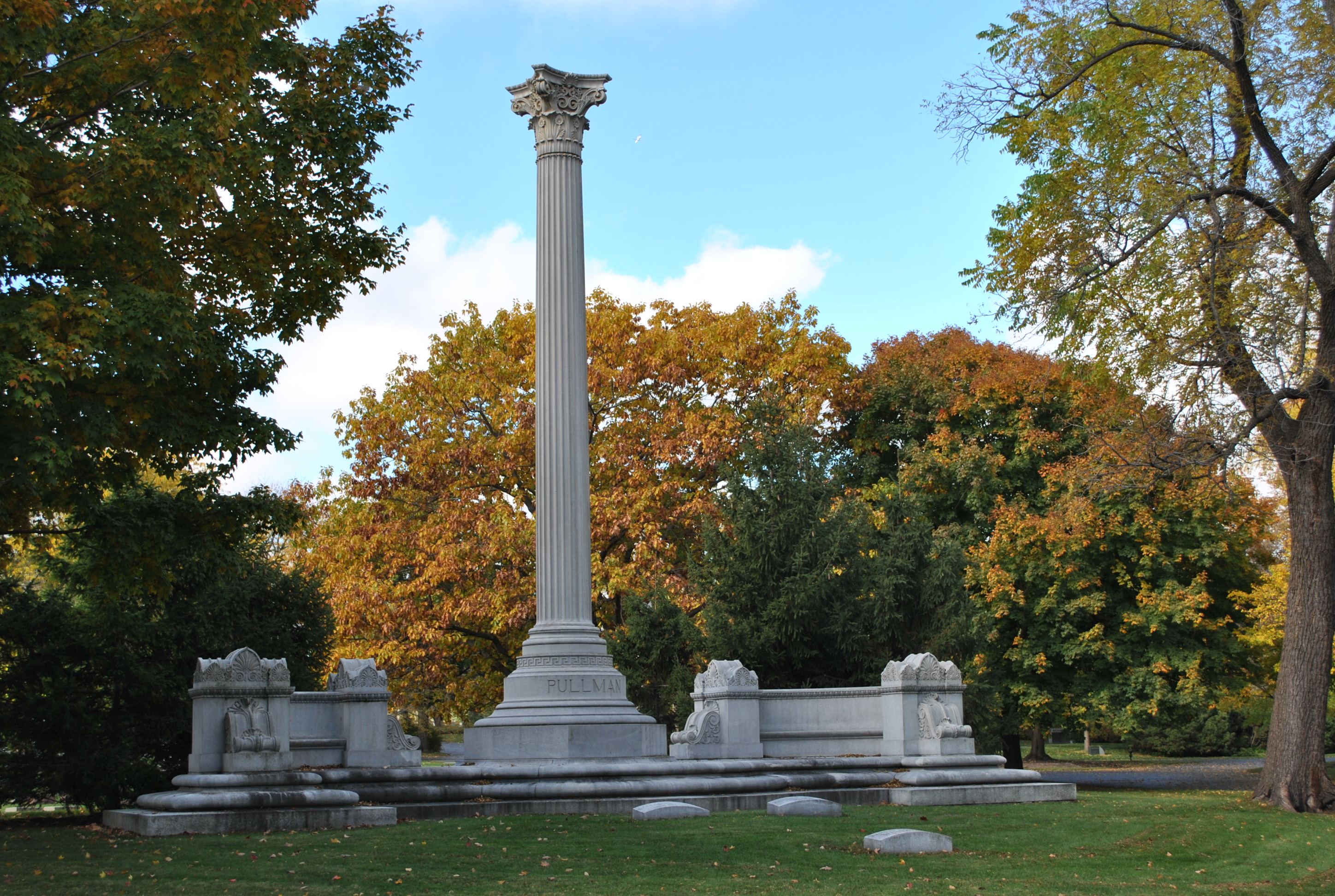
Sépulture de George Pullman.
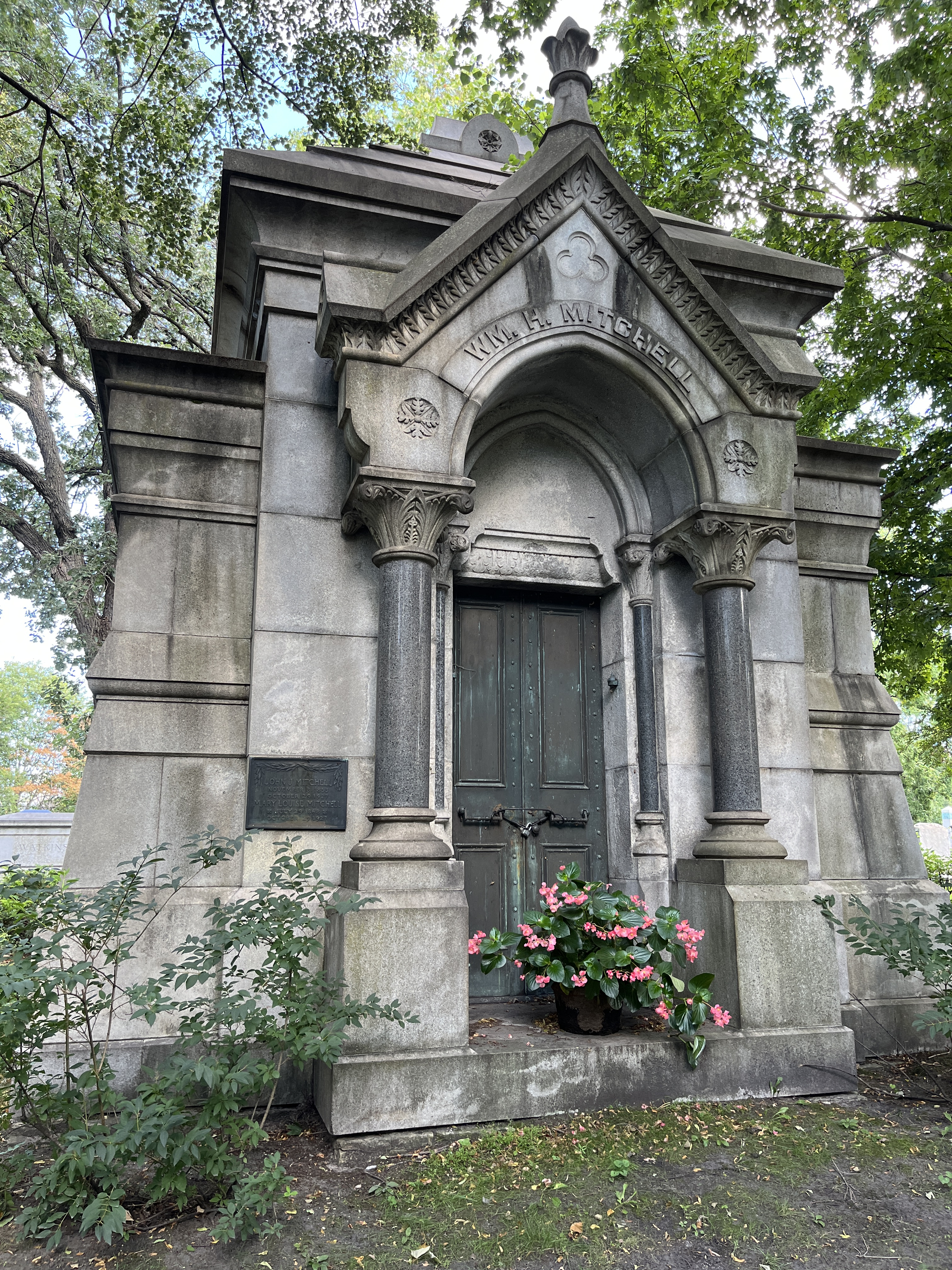
Mausolée de William H. Mitchell.
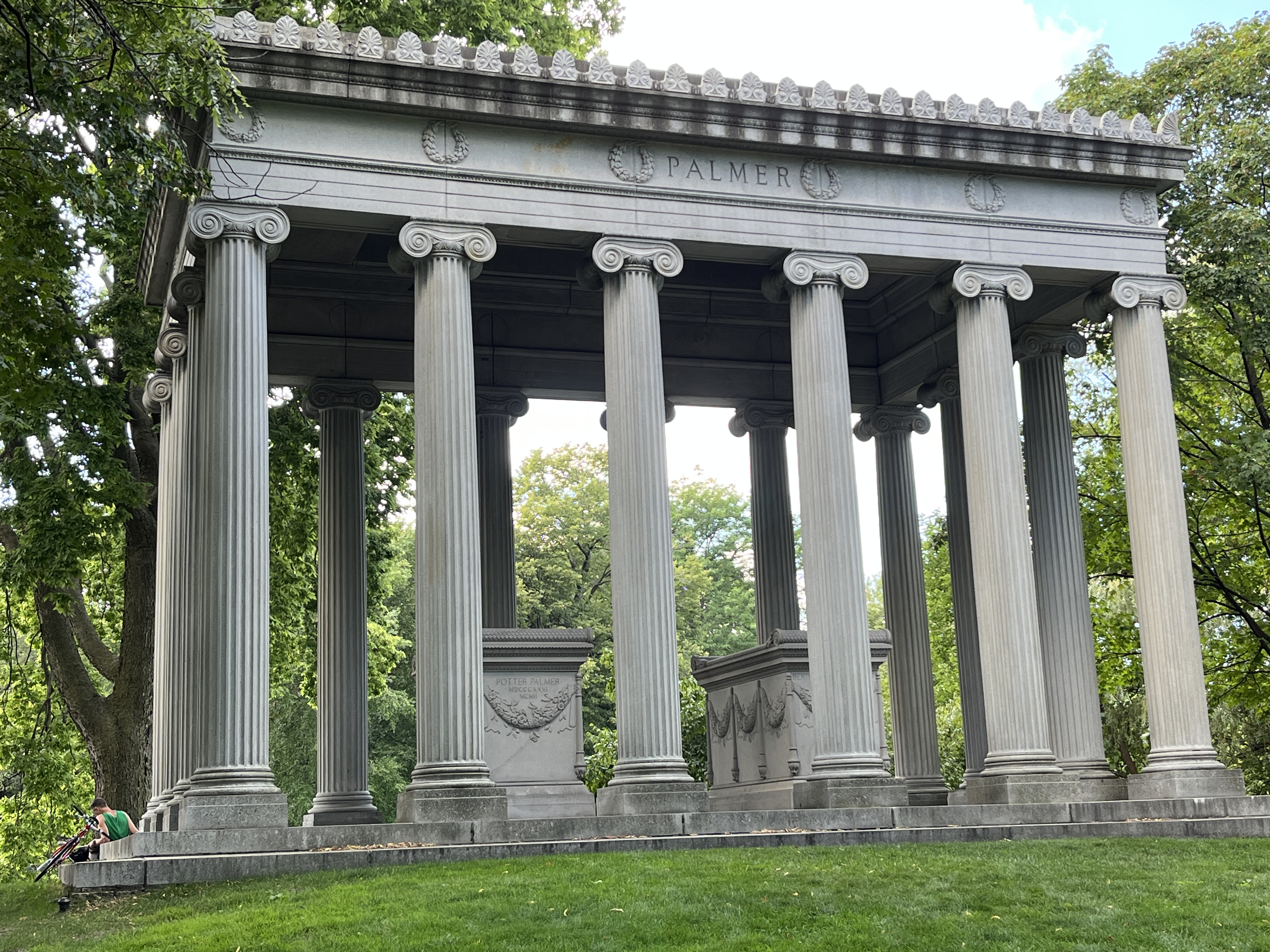
Mausolée de Potter Palmer et Bertha Palmer.
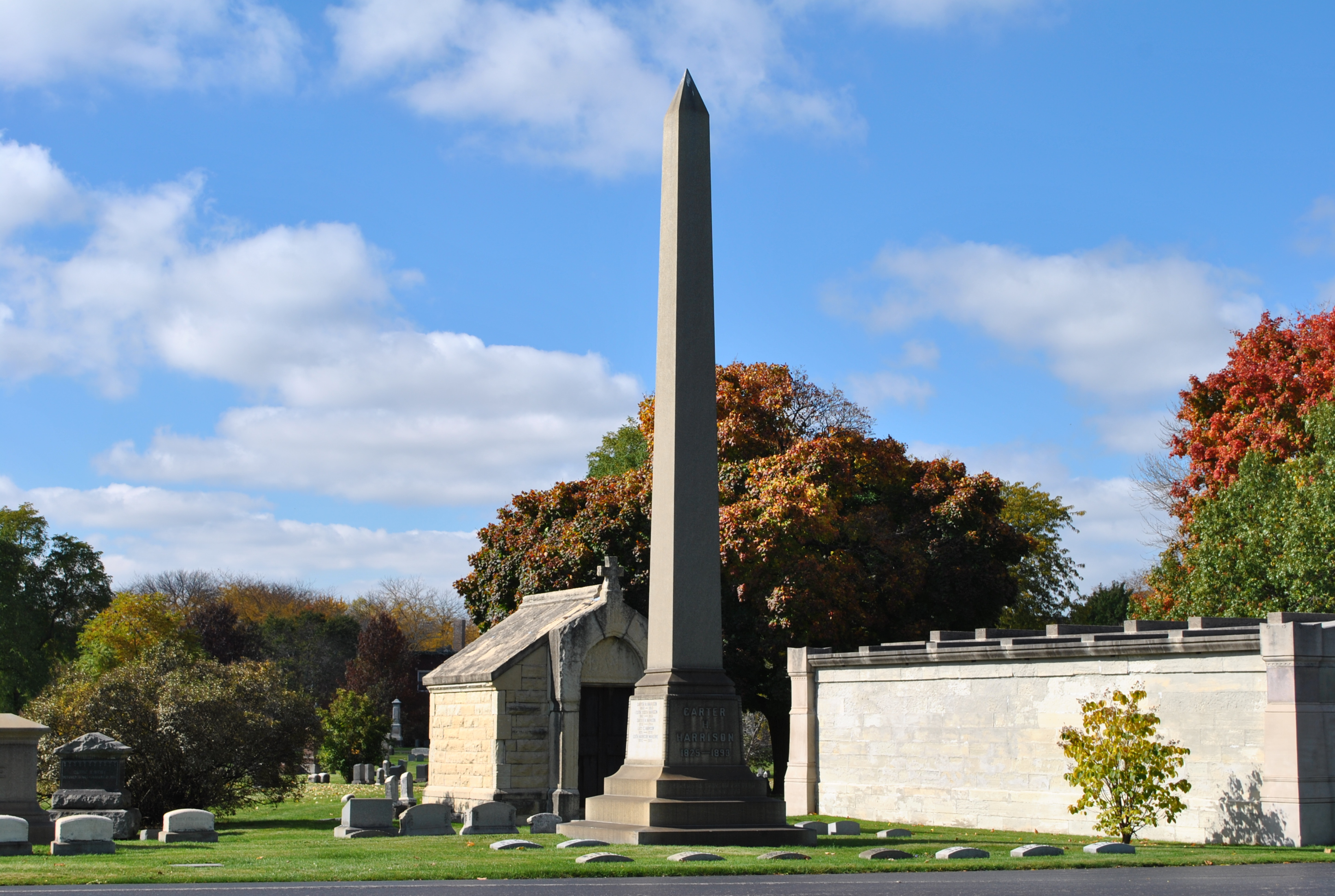
L'obélisque de la sépulture de Carter Harrison, Sr.
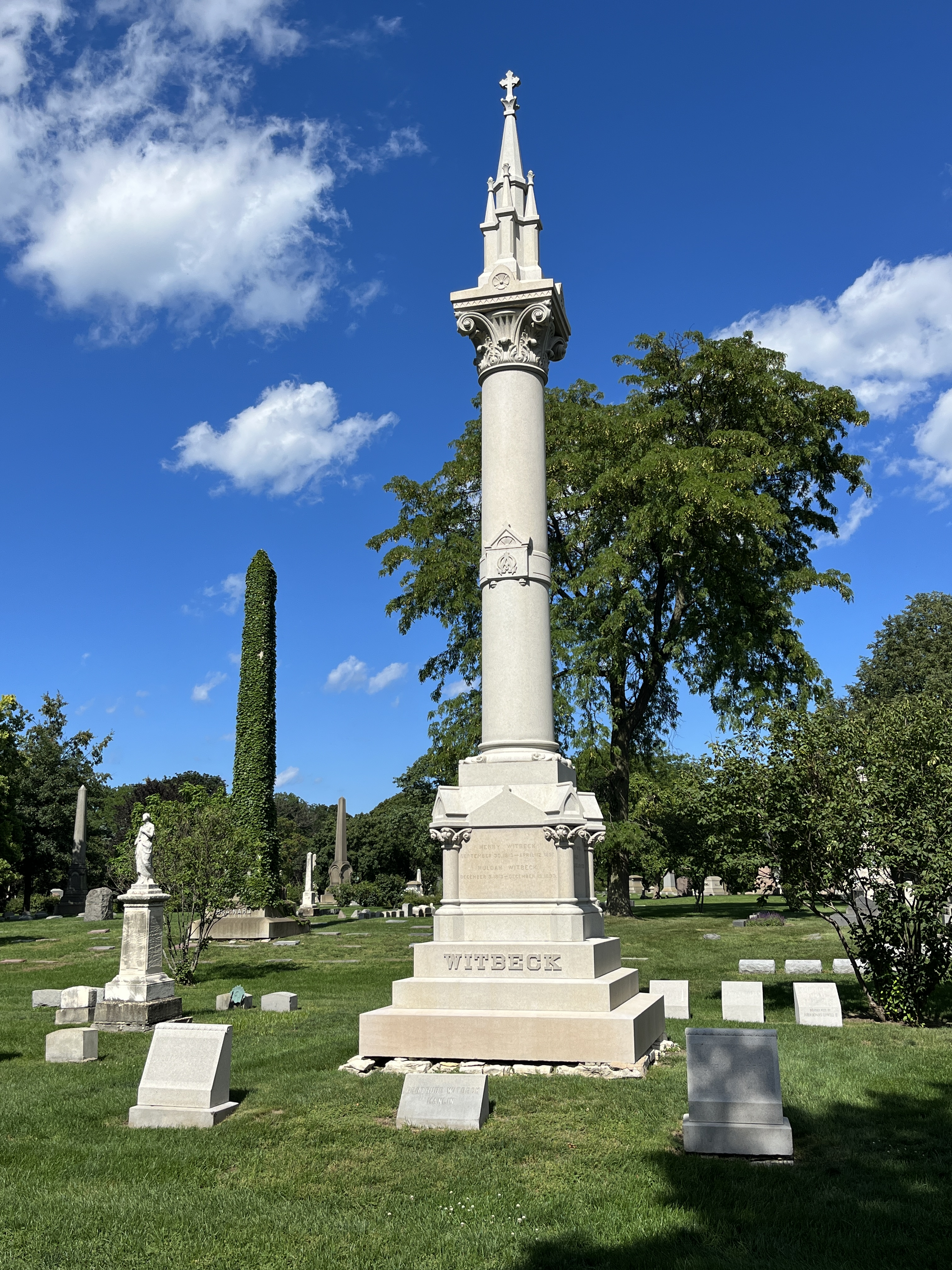
Sépulture de Henry Witbeck.
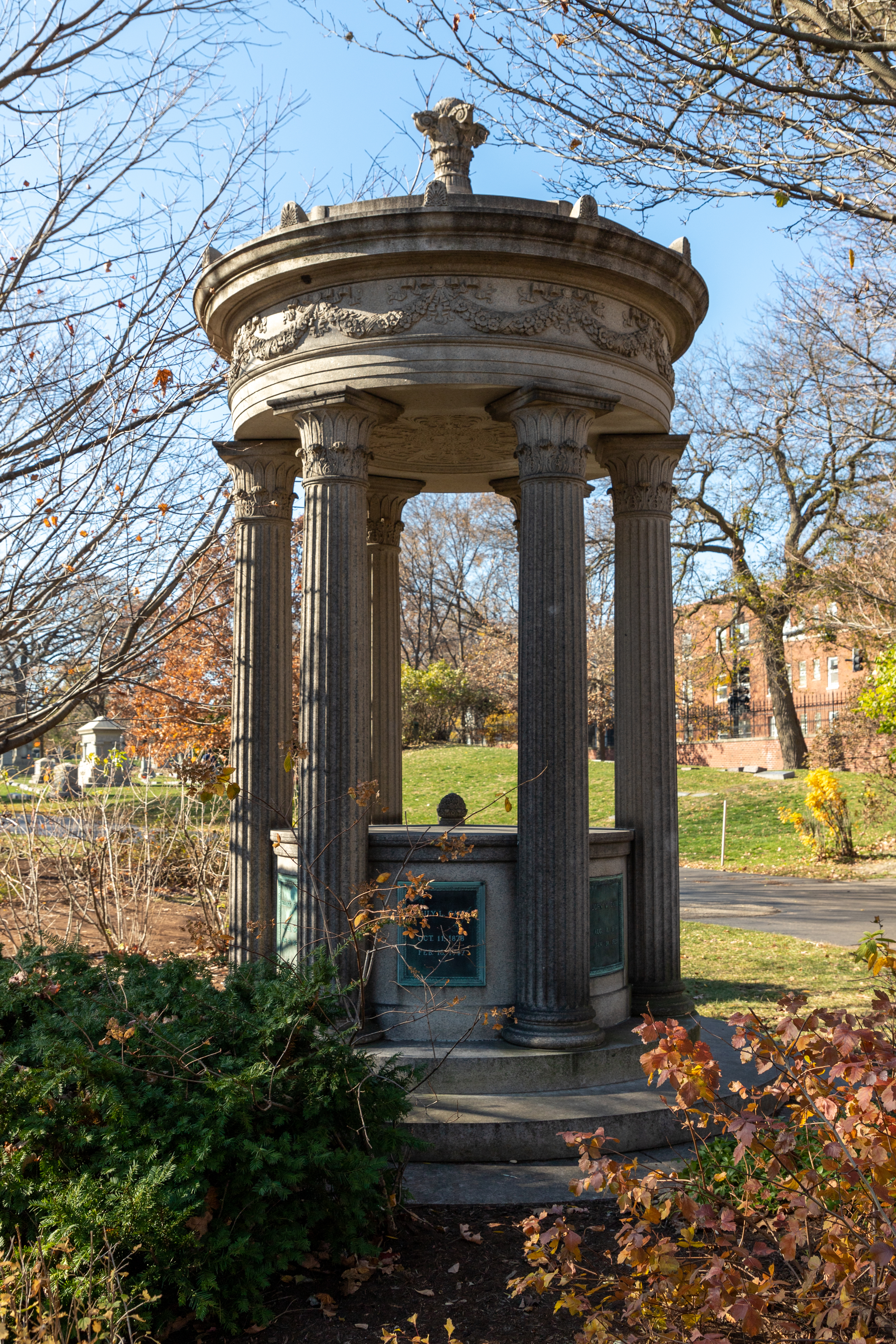
Lyon-Gary Monument.
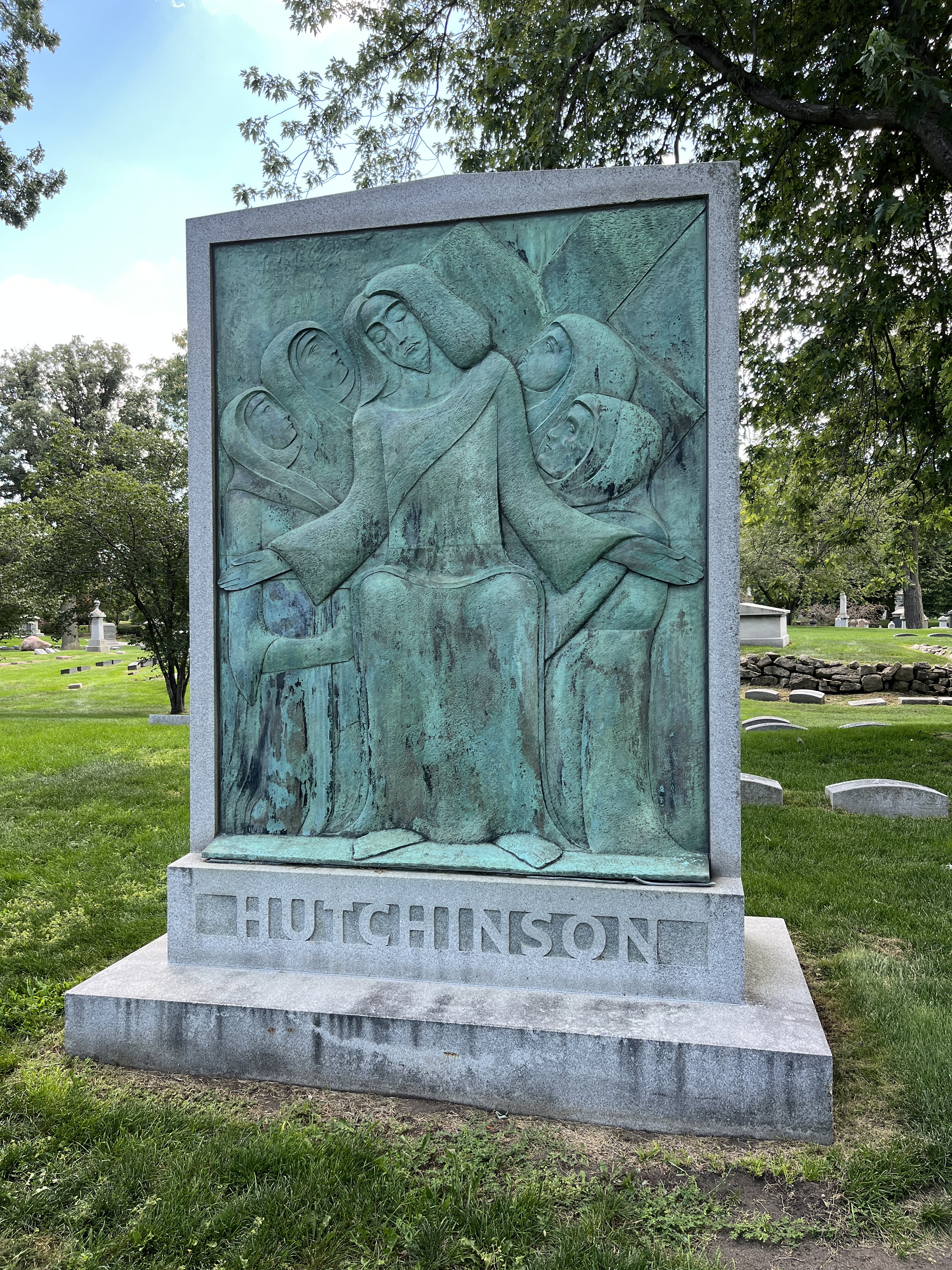
Sépulture de Charles L. Hutchinson.
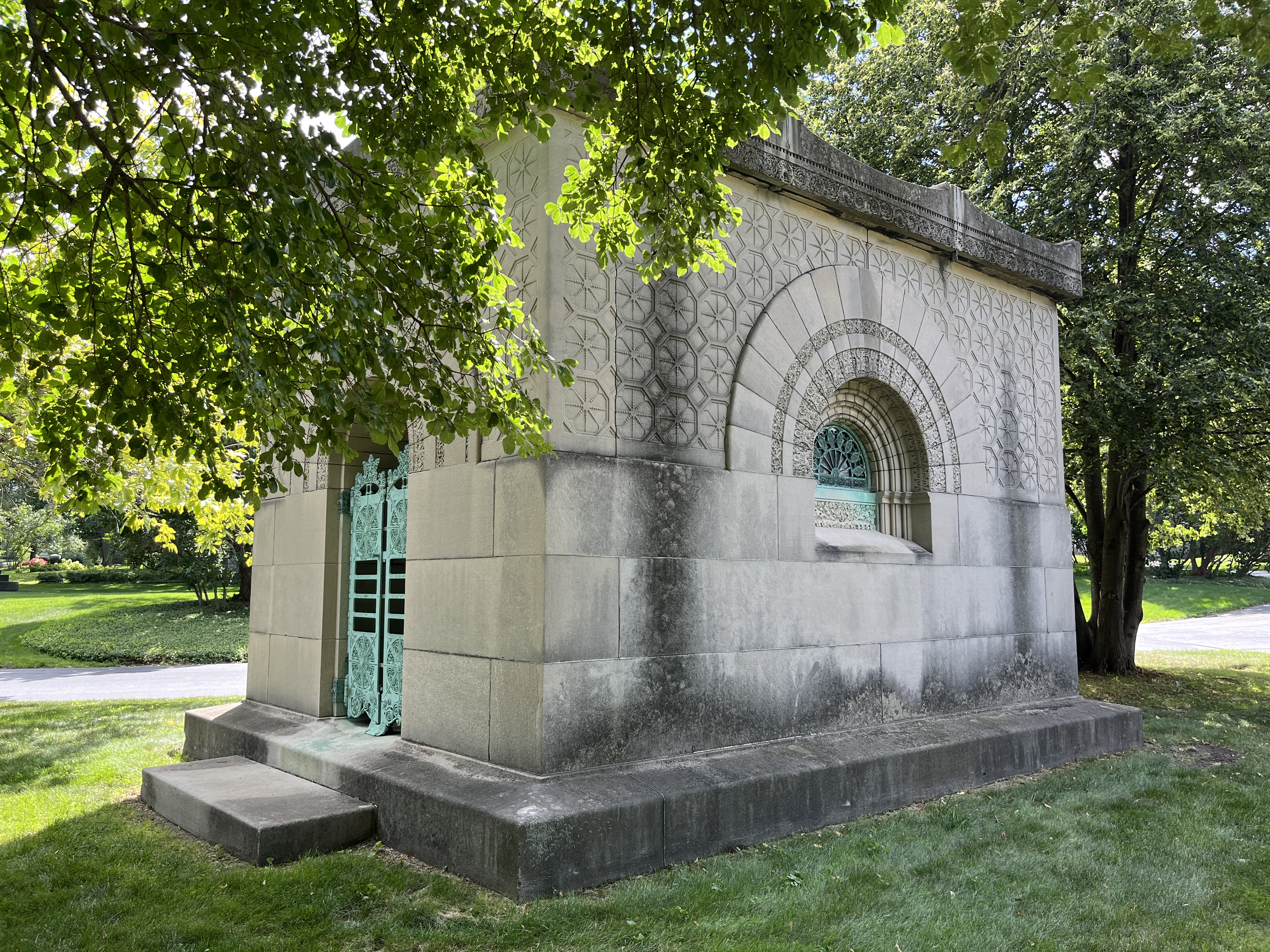
La Carrie Eliza Getty Tomb par Louis Sullivan est classée Chicago Landmark.
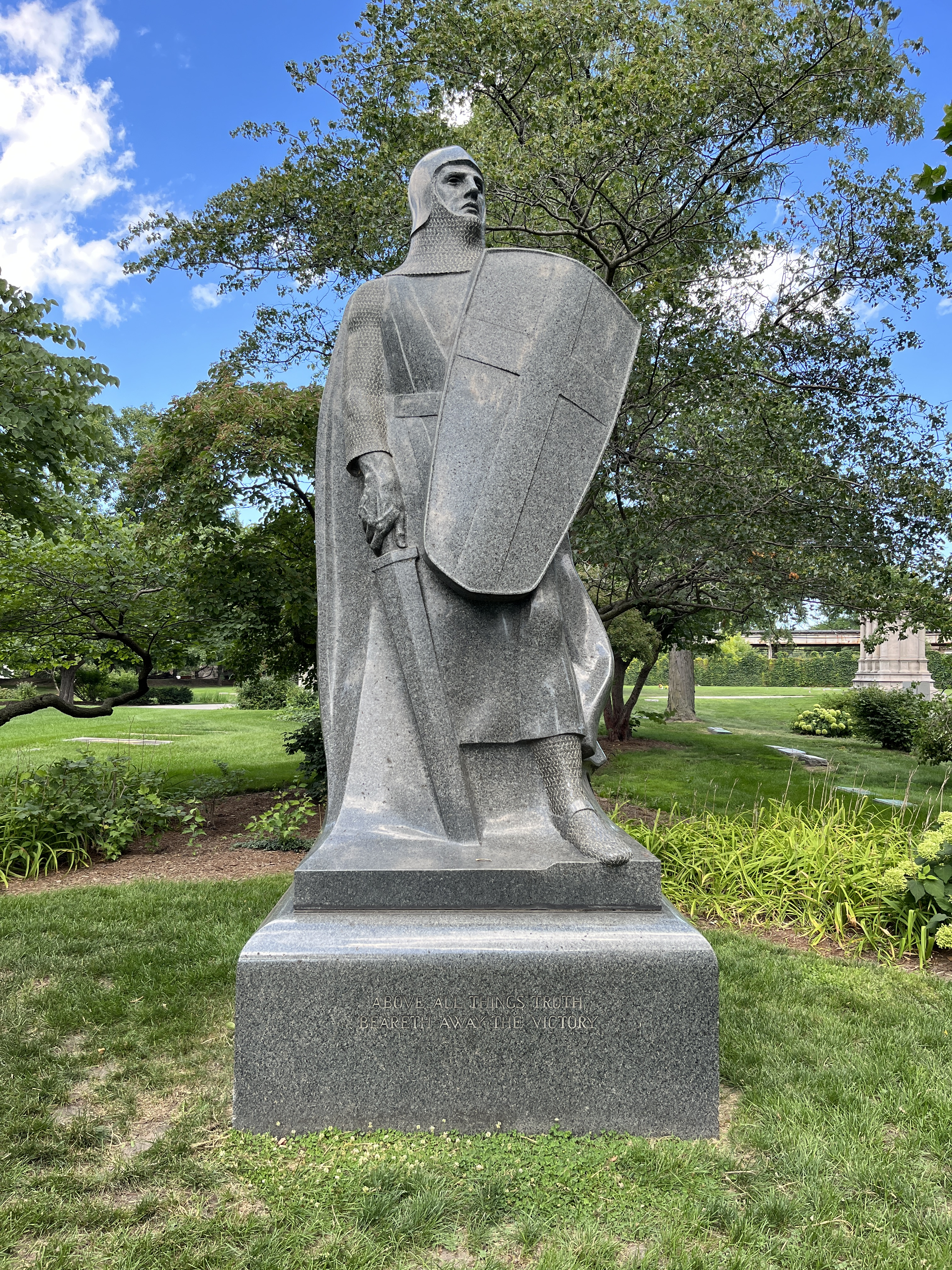
The Crusader par Lorado Taft.
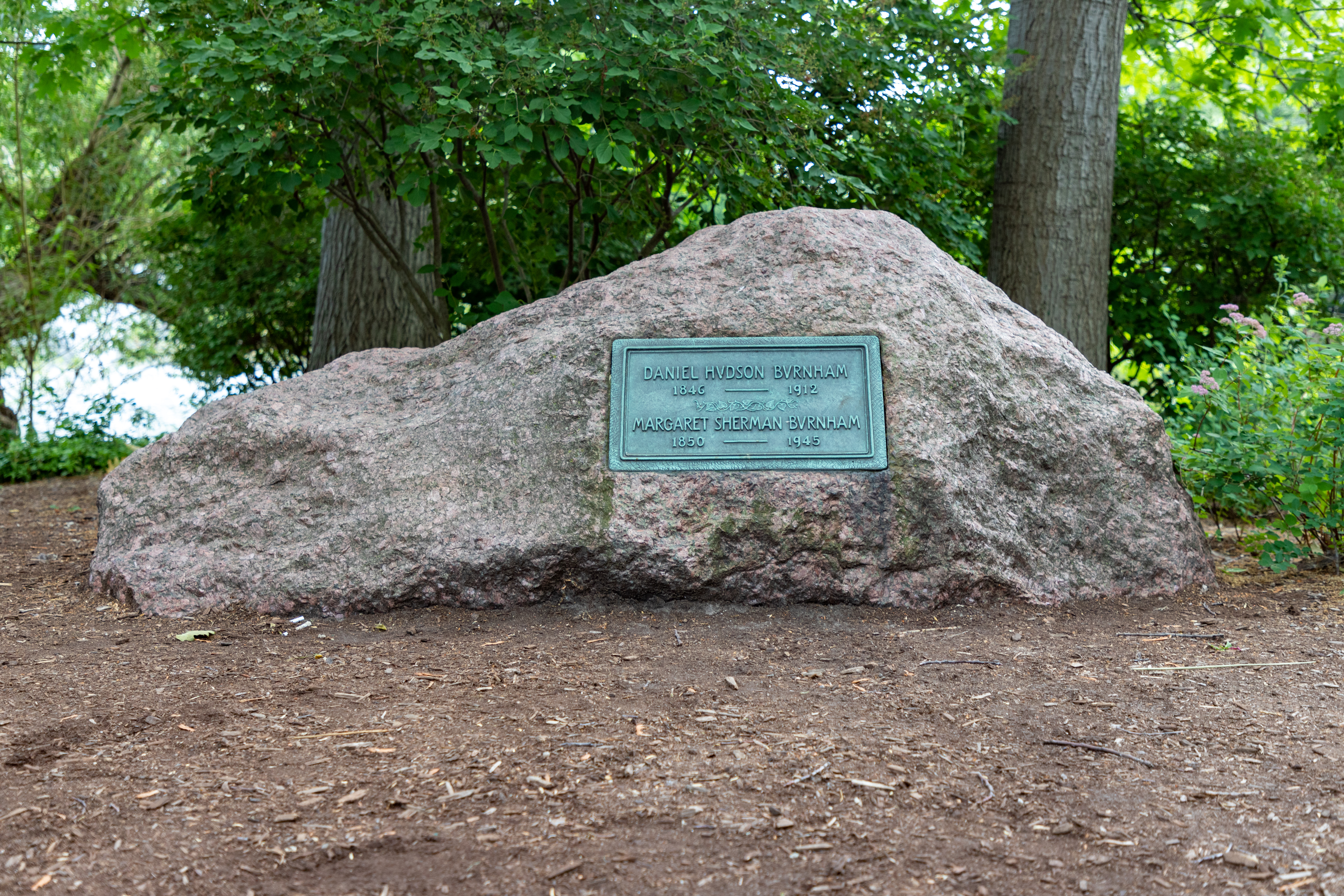
Sépulture de Daniel Burnham et de sa femme.
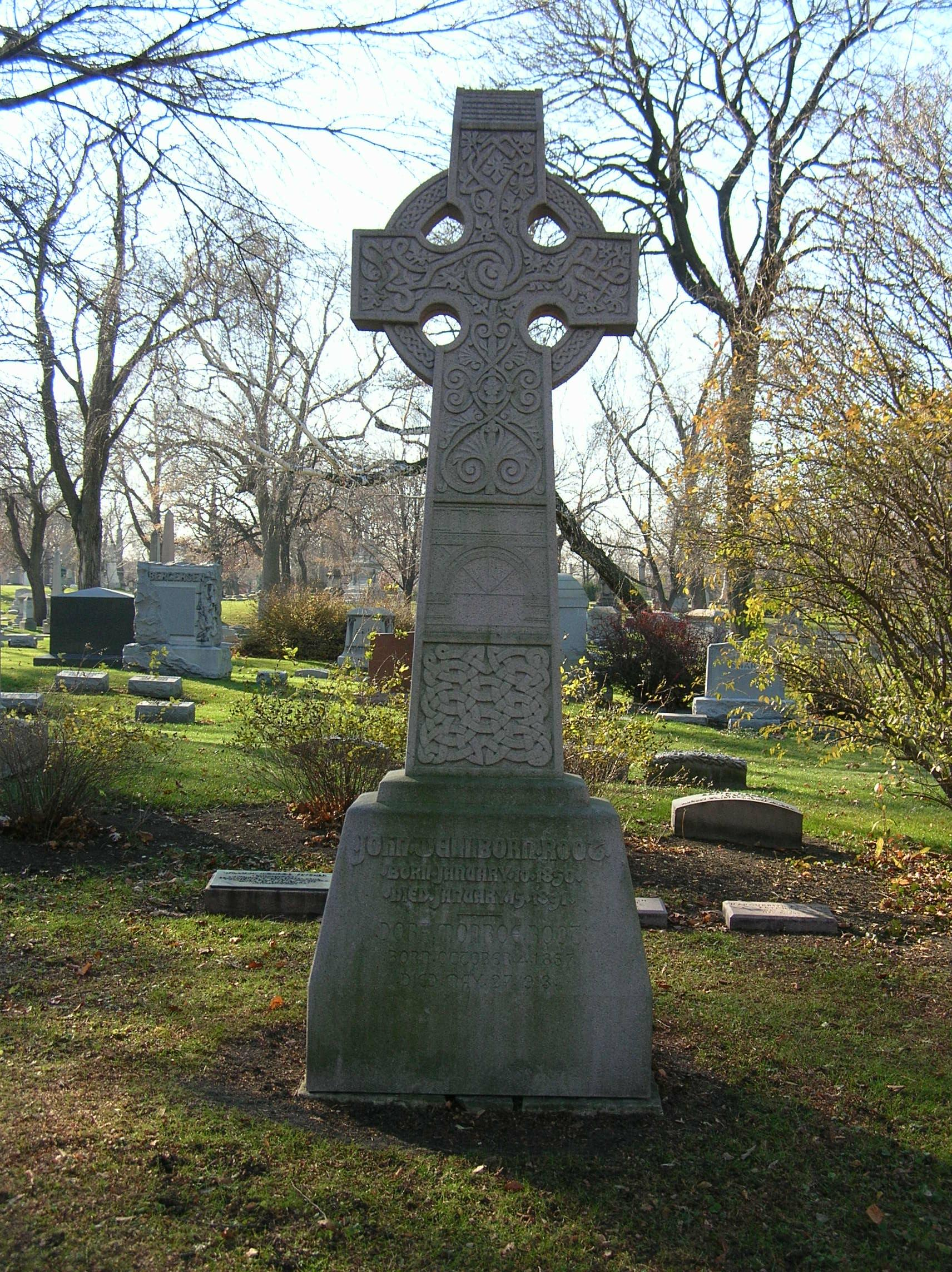
Sépulture de John W. Root.
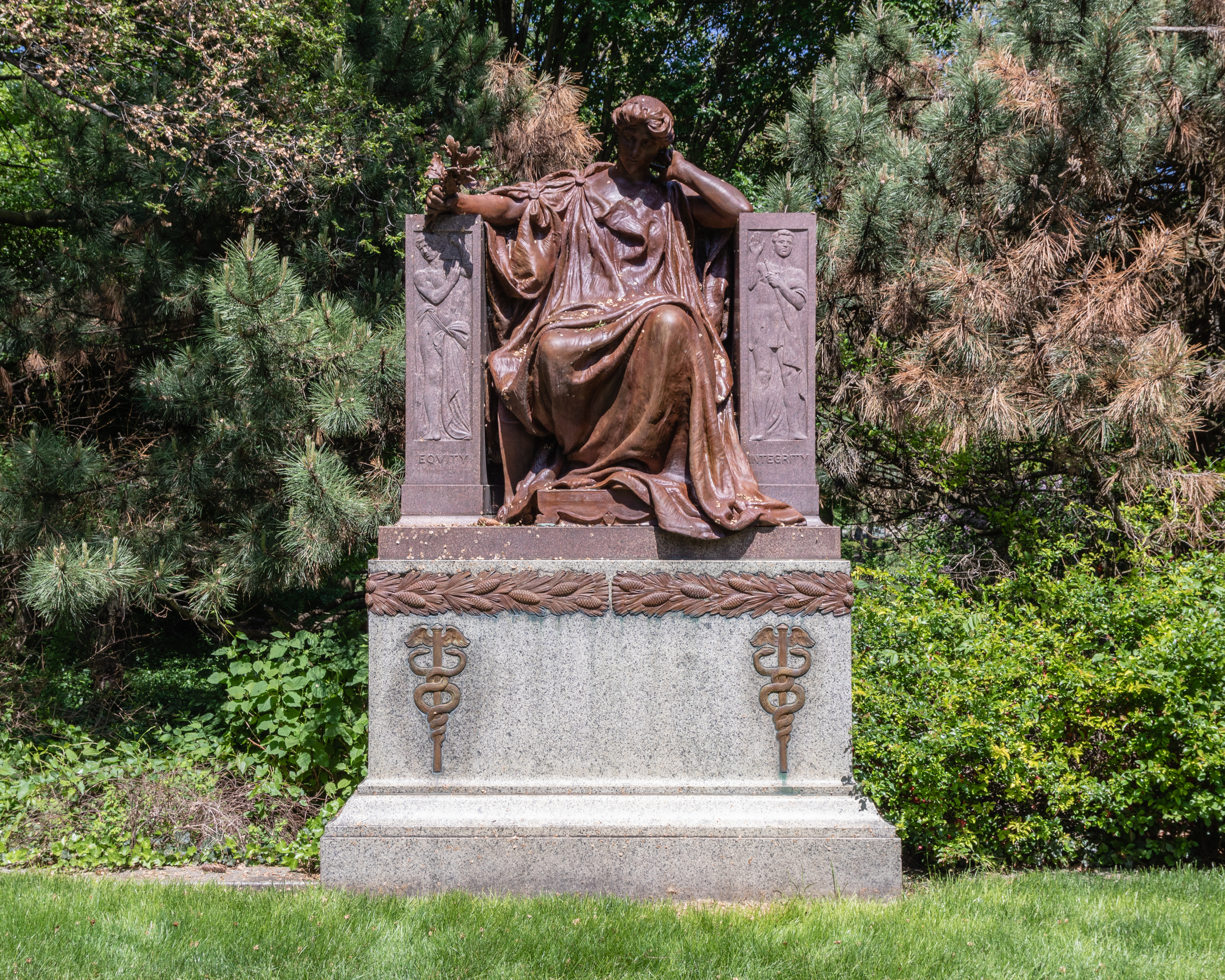
Monument en l'honneur de Marshall Field.